# Histoire de la Suisse
Vous lisez un « bon article » labellisé en 2009.
L'histoire écrite de la Suisse commence avec Jules César dans ses Commentaires sur la guerre des Gaules. Les Grandes invasions esquissent les frontières linguistiques du pays et provoquent des alliances entre petits États au Moyen Âge, entre 1291 et 1332, pour former la Confédération des III cantons, la première étape de formation de la Confédération suisse. Puis la Confédération des VIII cantons se constitue par des pactes d'alliances défensives successives jusqu'en 1481. Pendant les siècles suivants, la Confédération des XIII cantons va se construire progressivement et acquérir une reconnaissance internationale définitive en 1648. Découpée et réorganisée en République helvétique durant son occupation par la France révolutionnaire, la Suisse obtient en 1803 de Bonaparte un statut fédéral. La Suisse devient alors la Confédération des vingt-deux cantons avant de regagner sa pleine souveraineté en 1815. Elle affronte ensuite une guerre civile et religieuse de laquelle émerge l'État fédéral de 1848. Tenante d'une politique de neutralité, la Suisse traverse les épreuves du XXe siècle sans connaître la guerre.

## Suisse préhistorique et celtique

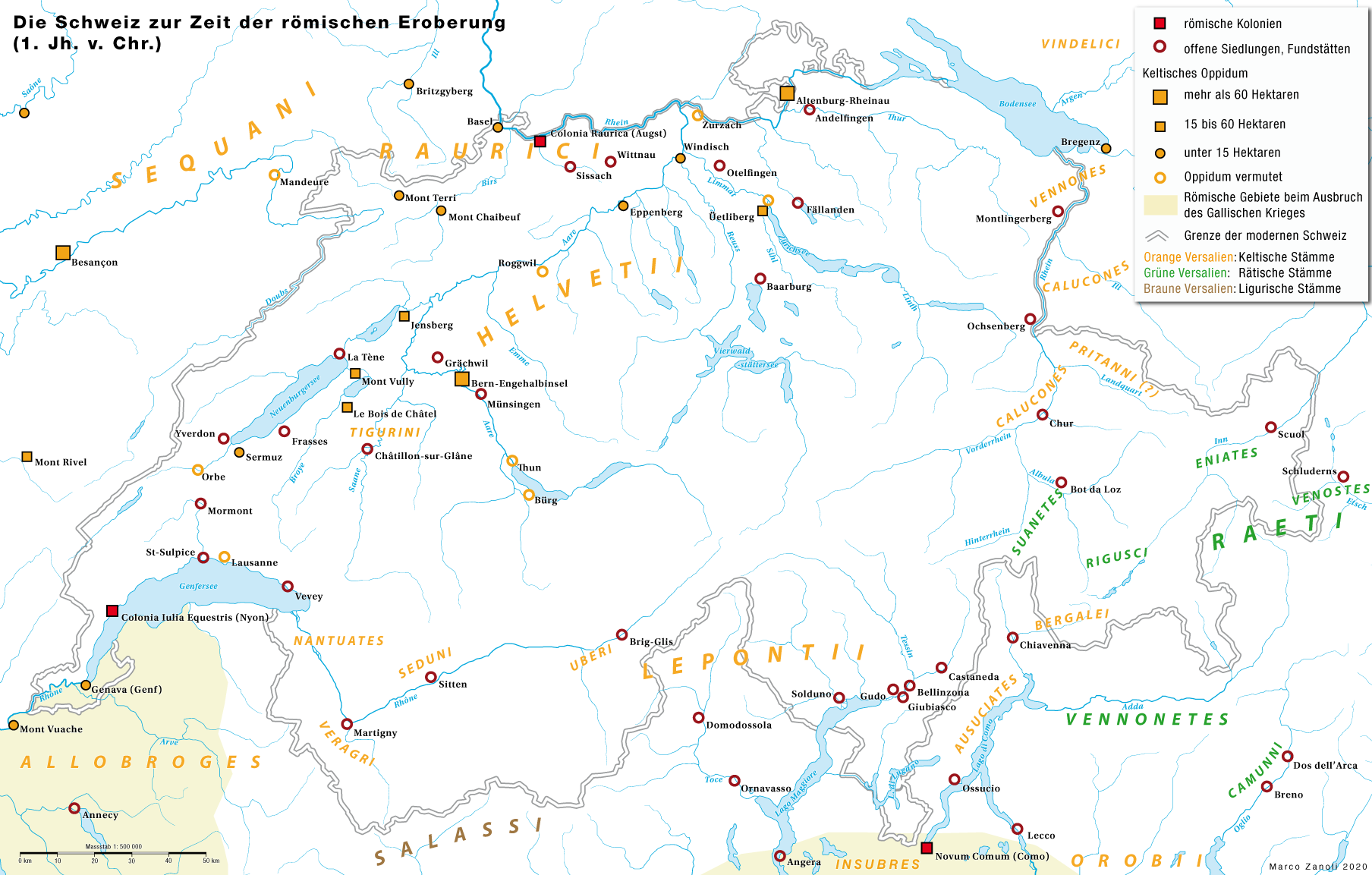
Carte de la répartition des peuplades celtes au Ier siècle av. J.-C.

Alors que les premières traces d'occupation du sol de la Suisse remontent au Moustérien (-100 000) et que plusieurs pièces archéologiques du Magdalénien, de l'Azilien (Grotte du Bichon), du Sauveterrien et du Tardenoisien ont été mises au jour, les principaux vestiges datent du Néolithique et de l'introduction de l'agriculture au VIe millénaire av. J.-C. Dès 2 800 avant notre ère, l'apparition de la culture de la céramique cordée (CWC) coïncide avec l'arrivée de nouvelles populations d'ascendance de la steppe pontique-caspienne. Les analyses génétiques suggèrent une société patrilocale, dans laquelle les mâles restent sur le lieu de leur naissance et les femelles sont issues de familles éloignées qui ne portaient pas d'ascendance steppique. De façon remarquable, les chercheurs observent les restes d'individus féminins sans ascendance détectable liée à la steppe jusqu'à 1 000 ans après l'arrivée de cette ascendance dans la région. Ainsi, si une population relativement homogène occupe de grandes parties de l'Europe centrale y compris la Suisse au début de l'âge du bronze, des populations sans ascendance liée à la steppe existent parallèlement aux groupes culturels de la céramique cordée pendant des centaines d'années.
La période du Néolithique moyen à l'âge du bronze est caractérisée par les habitats lacustres et les villages littoraux dont en particulier la civilisation campaniforme qui s'implante notamment au bord du lac de Neuchâtel et dans la baie de Zurich où les plus anciennes roues d'Europe, datant de 2500 av. J.-C., ont été découvertes. Ces villages, dont certains peuvent alors compter jusqu'à une centaine d'habitants, comme le site de Hauterive-Champréveyres, seront abandonnés à la fin du IXe siècle av. J.-C. avec la civilisation de Hallstatt.
Dès le début de l'Âge du fer, les Celtes occupent le territoire, apportant avec eux le travail du fer ainsi que les arts de la poterie et des bijoux. La seconde partie de l'Âge du fer a d'ailleurs été appelée « période de La Tène » du nom du site éponyme situé dans l'actuel canton de Neuchâtel et découvert en 1857. Certains noms de lieux actuels tels que Nyon ou Yverdon sont d'origine celte.
À la suite de la migration de la tribu germanique des Cimbres qui quitte le Jutland vers -115 en direction du sud et de celle des Teutons qui les rejoignent quelques années plus tard, la plus grande partie du plateau suisse est occupée à partir de 100 av. J.-C. environ par les cinq tribus des Helvètes qui sont mentionnées pour la première fois par l'historien latin Tacite.

Campagne de César pendant la guerre des Gaules

Originellement nomades, les tribus se sont progressivement sédentarisées bien que deux d'entre elles se fussent jointes aux Cimbres dans leur expédition en 107 av. J.-C. dans le sud-ouest de la France actuelle. Poussée par les Cimbres, la tribu helvète des Tigurins descend la vallée du Rhône sous le commandement du jeune chef Divico. Arrivés au bord de la Garonne, ils affrontent et défont en -107 une armée romaine dont les soldats survivants doivent ensuite passer sous le joug en signe de défaite. En réaction, Rome envoie une nouvelle armée commandée par Caius Marius qui rattrape les Germains en -102 et les extermine presque lors de la bataille d'Aix ; les Tigurins sont alors forcés de faire demi-tour et se fixent dans la région d'Avenches.

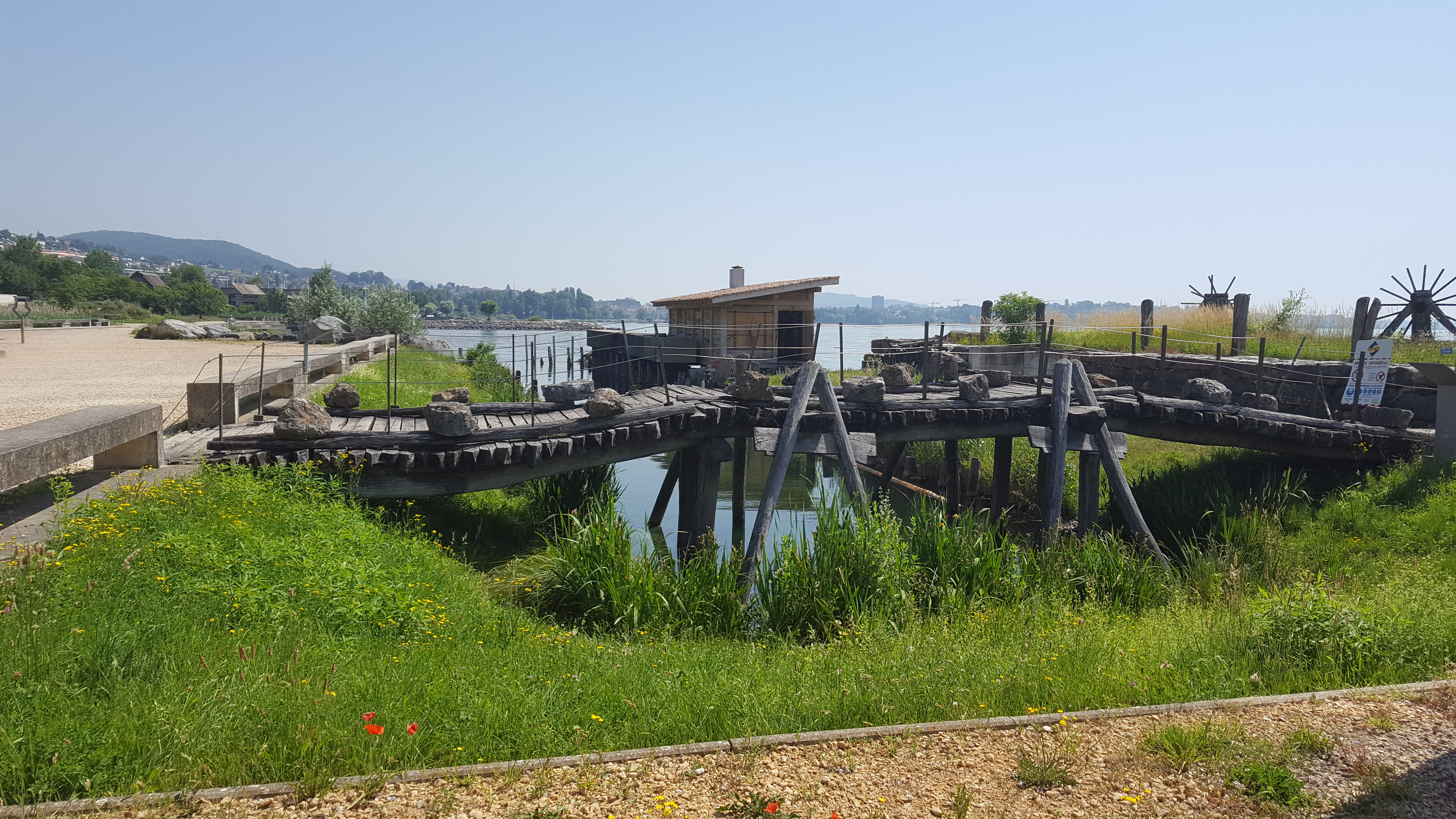
Pont de Cornaux-Les-Sauges datant de l'époque celtique (reconstitution partielle dans le parc du Laténium).

À la veille de la guerre des Gaules, différentes populations celtiques habitent le territoire de la Suisse actuelle : si le Plateau suisse est principalement occupé par les Helvètes, une partie du Jura et la région de Bâle sont aux mains des Rauraques, les Rhètes occupent une partie de la Suisse orientale et des Grisons, le Tessin est peuplé de Lépontiens alors que le Valais actuel est partagé entre les Nantuates, les Véragres, les Sédunes et les Ubères et que Genève est un oppidum des Allobroges. Les Helvètes sont surtout décrits par Jules César qui, s'il n'a jamais pénétré sur leur territoire, décrit celui-ci dans ses Commentaires sur la Guerre des Gaules comme étant délimité « d'un côté par le Rhin [...], d'un autre par le Jura [...] et du troisième par le lac Léman et le Rhône. » César décrit quatre tribus d'Helvètes et douze villes dont l'une est située dans l'une des boucles de l'Aar, tout comme l'est aujourd'hui la ville de Berne.
Vers le milieu du Ier siècle av. J.-C., les Helvètes décident d'émigrer vers le pays de la tribu gauloise des Santons, dans l'ouest de la France actuelle. Bien que les raisons de cette décision ne soient pas connues avec certitude, on a notamment invoqué le manque de terres et l'ambition de leur chef Orgétorix parmi les diverses motivations qui auraient pu pousser à une telle migration. Quelle qu'en soit la raison, ces derniers brûlent leurs villes et leurs villages et plus de 360 000 Helvètes prennent la route. Jules César, alors proconsul de la Gaule narbonnaise, les repousse lors de la bataille de Bibracte (58 av. J.-C.) et les contraint à retourner chez eux où ils doivent défendre la frontière du Rhin contre les invasions des Germains. En 52 av. J.-C., selon César, les Helvètes envoient des renforts à Vercingétorix.
De cette époque datent des traditions alpines préchrétiennes (Autriche, Suisse, Savoie, Italie du nord, Slovénie), dont les personnages de Krampus, Berchta (Perchten), homme sauvage, participent d'un patrimoine culturel, folklorisé, en danger, en voie de disparition du fait de l'extinction des modes de vie traditionnels conservés plus longtemps dans les Alpes.

## Suisse gallo-romaine

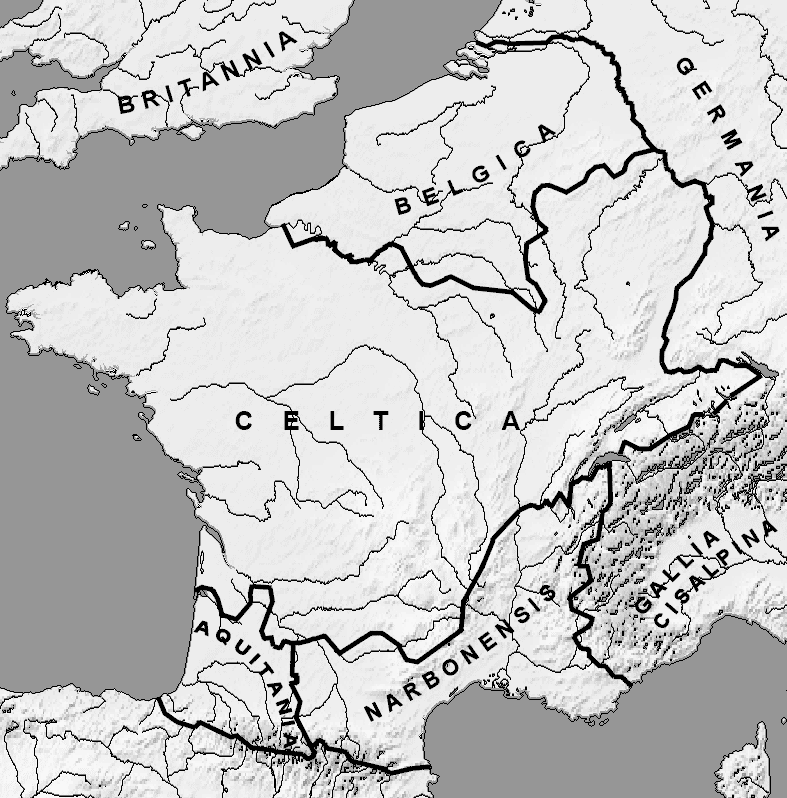
Organisation du territoire de la Gaule avant la conquête par les Romains

Les Helvètes sont progressivement intégrés dans le jeune Empire romain par la fondation d'une colonie de vétérans à Nyon puis, sous le règne d'Auguste, de celle d'Augusta Raurica près de Bâle, le territoire helvète appartenant dès lors à la Gaule belgique. Seules les tribus valaisannes et les Rhètes restent indépendants jusqu'à leur conquête par Tibère vers 7 av. J.-C. où ils sont réunis dans la province de Rhétie dont la capitale est Augsbourg.

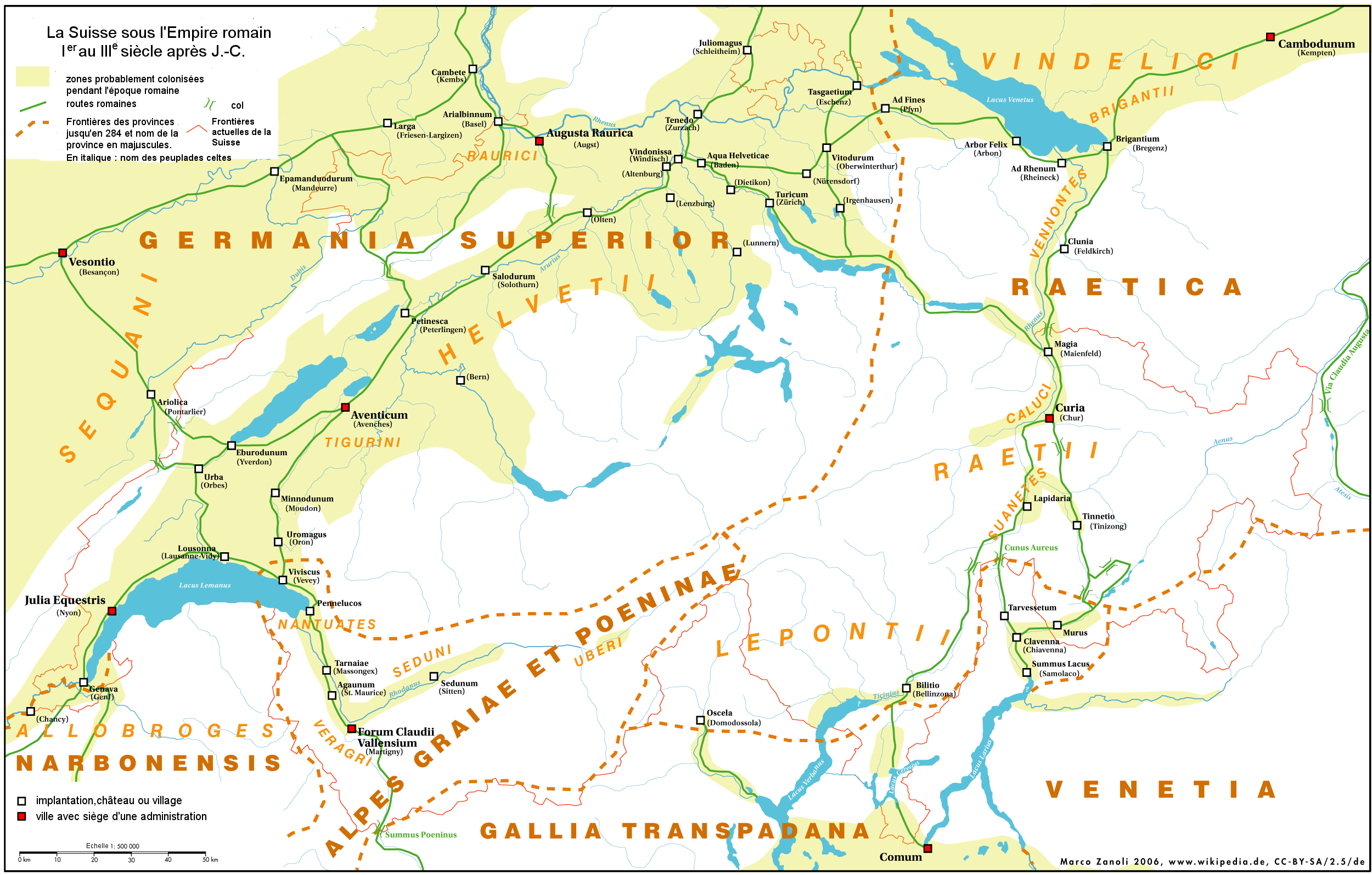
Carte du territoire helvète sous domination romaine.

Au Ier siècle, la bordure nord du Rhin est une zone frontalière stratégique de l'Empire romain : elle est occupée militairement et garnie de camps militaires permanents, comme à Augusta Raurica. Le réseau routier est consolidé, des villes nouvelles comme le Forum Claudii Vallensium (actuelle Martigny) sont créées alors que les élites celtes se romanisent. L'ancien oppidum principal des Helvètes, Aventicum (actuelle Avenches), élevée au rang de colonie en 73, devient progressivement la principale ville de la région. Vers 47, le Valais est transformé en une province autonome, le Vallis poenina, et le territoire des Helvètes est rattaché en 89 à la province de Germanie supérieure dont la capitale est Mogontiacum (l'actuelle Mayence).

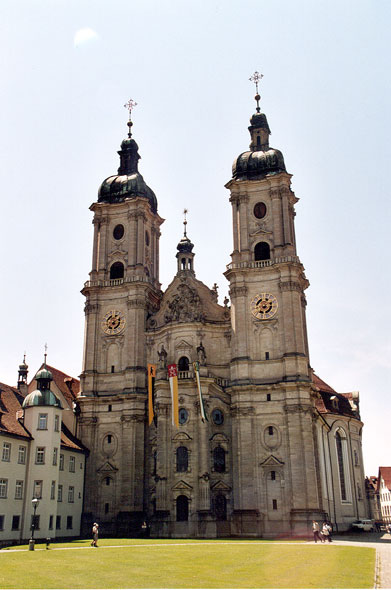
Abbaye de Saint-Gall.

Entre le IIe et le IIIe siècle, la Pax Romana règne sur l'empire, les frontières ayant reculé vers le nord et la Suisse n'étant donc plus une zone frontalière. Alors que le latin se répand, le territoire connaît une période de prospérité économique. Venant d'Italie et suivant les voies de communication, le christianisme se répand progressivement sur le territoire avec l'apparition des premières églises à Genève et Martigny et des évêchés de Bâle, Martigny, Genève et Coire entre 350 et 400. Des missionnaires fondent plusieurs communautés religieuses, en particulier à Saint-Ursanne et à Romainmôtier, alors que le moine Gall s'établit au sud du lac de Constance où se dressera un siècle plus tard l'abbaye qui porte son nom.
Cependant, vers la fin du IIIe siècle, des incursions barbares des Alamans ou Alémans en Germanie puis en territoire suisse, notamment en 260 où de nombreuses villes sont pillées, ramènent progressivement la frontière sur le Rhin, le long duquel les empereurs romains du IVe siècle font construire des lignes défensives (forteresses et tours de guet). Progressivement, dès 401, la population inquiète migre vers le sud en abandonnant les villes de Nyon puis d'Augusta Raurica, pour cette dernière en faveur de Bâle, en même temps que les troupes romaines quittent le Rhin pour gagner le sud des Alpes, abandonnant ainsi définitivement le territoire de la Suisse aux peuples germaniques dits « fédérés », respectivement les Burgondes puis les Alamans.

## Suisse au Haut Moyen Âge
Vers 443, les Burgondes s'établissent à l'ouest de la Suisse, dans une région appelée Sapaudie (« pays des sapins »), qui correspond à la Savoie actuelle, et font de Genève l'une de leurs capitales. Ils s'assimilent à la population gallo-romaine tout en préservant la langue latine puis transforment progressivement leur territoire en royaume – peu après qu'Odoacre eut déposé en 476 le dernier empereur romain, Romulus Augustule – en l'agrandissant considérablement dans la vallée du Rhône (Lyon), le Valais et les cols alpins.
À partir de 260, les Alamans s'établissent progressivement dans le centre et l'est du pays, à la recherche de terres cultivables et y imposent leurs dialectes alémaniques. La frontière entre les deux peuplades se fixe entre le VIIIe siècle et le IXe siècle. Les Alpes orientales sont quant à elles peu touchées par les invasions et on y parle encore aujourd'hui une langue bas latine, le romanche parfois appelé « rhéto-roman ». Le Tessin, partie sud de la Suisse, faisant partie de la Gaule cisalpine, reste dans le giron de la péninsule Italienne.

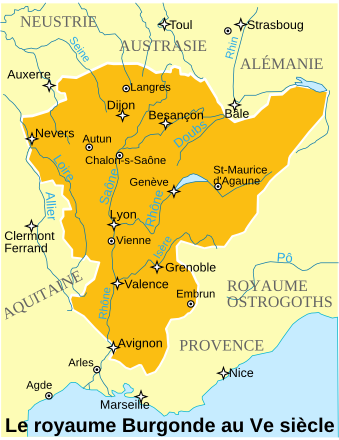
Royaume des Burgondes aux.

En 534, le roi burgonde Sigismond est vaincu par les Francs qui annexent son royaume en y favorisant l'installation des Alamans qu'ils avaient vaincus auparavant. Les Francs conquièrent la Rhétie en 550, terminant ainsi leur prise de contrôle de l'ensemble du territoire helvète.
La Suisse fait ensuite partie du royaume franc de Bourgogne. Sous les carolingiens le royaume est divisé en quatre régions et la Suisse fait partie de la Bourgogne dite Transjurane ou alémanique. À cette même époque la  région se retrouve morcelée entre ce qui va devenir le royaume de Haute-Bourgogne à l'ouest et l'Alémanie à l'est. Puis, à la suite de la division de l'empire de Charlemagne en 843, elle est intégrée pendant quelques années, au royaume de Francie médiane puis au royaume de Haute-Bourgogne. Au Xe siècle ce dernier royaume fusionne avec le royaume de Provence pour donner naissance au Second royaume de Bourgogne. En 1034, ce royaume de Bourgogne est annexé au Saint-Empire, à la suite d'une guerre de succession.
La féodalité se met en place à la fin du IXe siècle lorsque plusieurs grandes familles essaient d'asseoir leur autorité sur différentes parties du territoire : les comtes de Savoie sur Vaud, sur Genève (dont ils évincent les comtes de Genève) et sur le Valais ; les comtes de Gruyère sur l'arrière-pays fribourgeois ; les Zähringen qui fondent de nombreuses villes dont Fribourg et Berne ; les Kybourg qui s'installent sur le plateau ; les Hohenstaufen et les Habsbourg dans la région zurichoise et jusqu'au col du Saint-Gothard.
L'omniprésence et la mainmise des Habsbourg doublés par leur volonté d'étendre leur domination et de s'emparer des richesses des petits duchés et comtés suisses inquiètent la petite noblesse locale qui n'est pas de taille à s'opposer à leur puissance et n'a d'autre choix que de servir ces « étrangers » pour vivre. De leur côté, les paysans pauvres supportent de plus en plus mal les lourdes redevances qu'ils doivent acquitter pour le seul profit d'une aristocratie étrangère qui leur impose des lois au mépris des anciennes coutumes. Les Waldstätten des hautes vallées du lac des Quatre Cantons ont bien essayé en 1240 de s'opposer par la révolte à cette menace mais ils échouent et sont durement réprimés de même que les villes de Berne, et surtout Zurich qui se voient presque ruinée.

## Confédération des III cantons

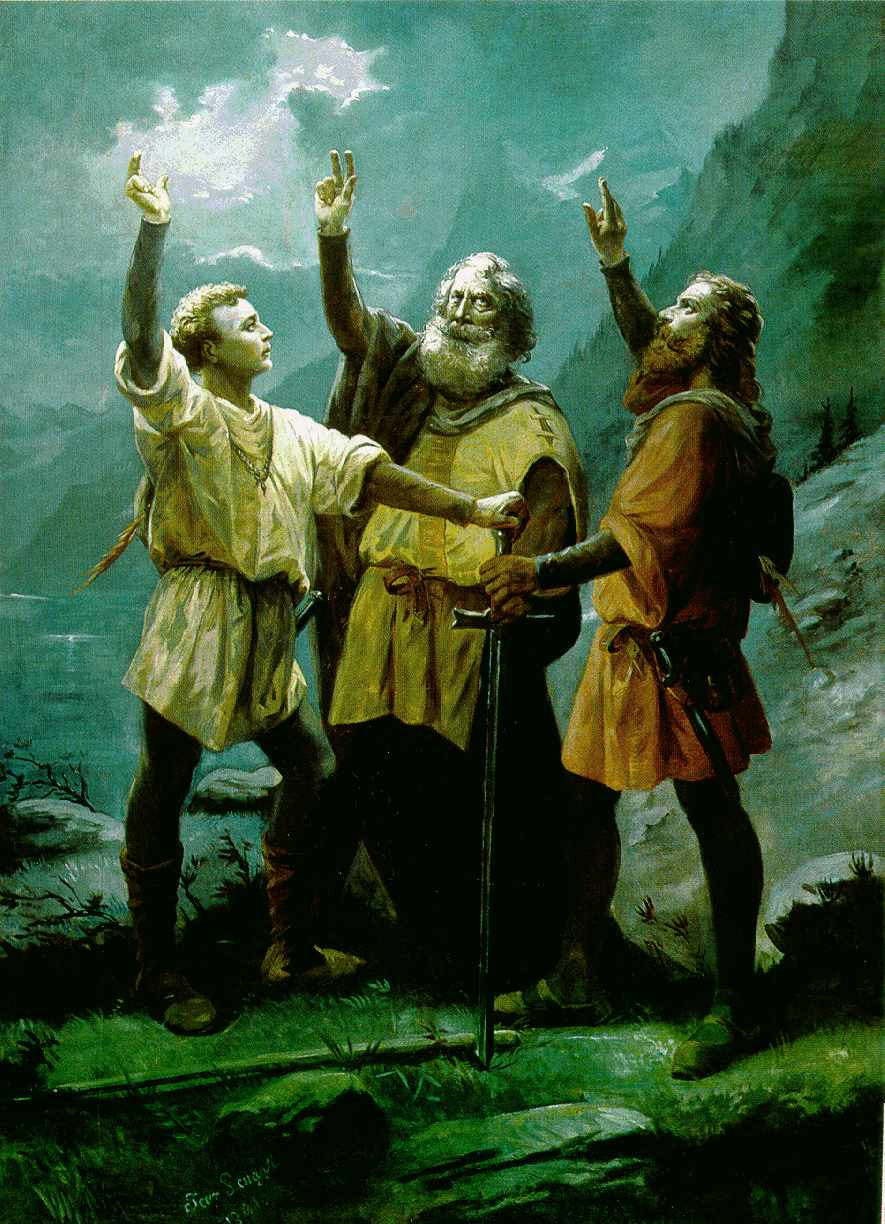
Allégorie du serment du Grütli par Jean Renggli

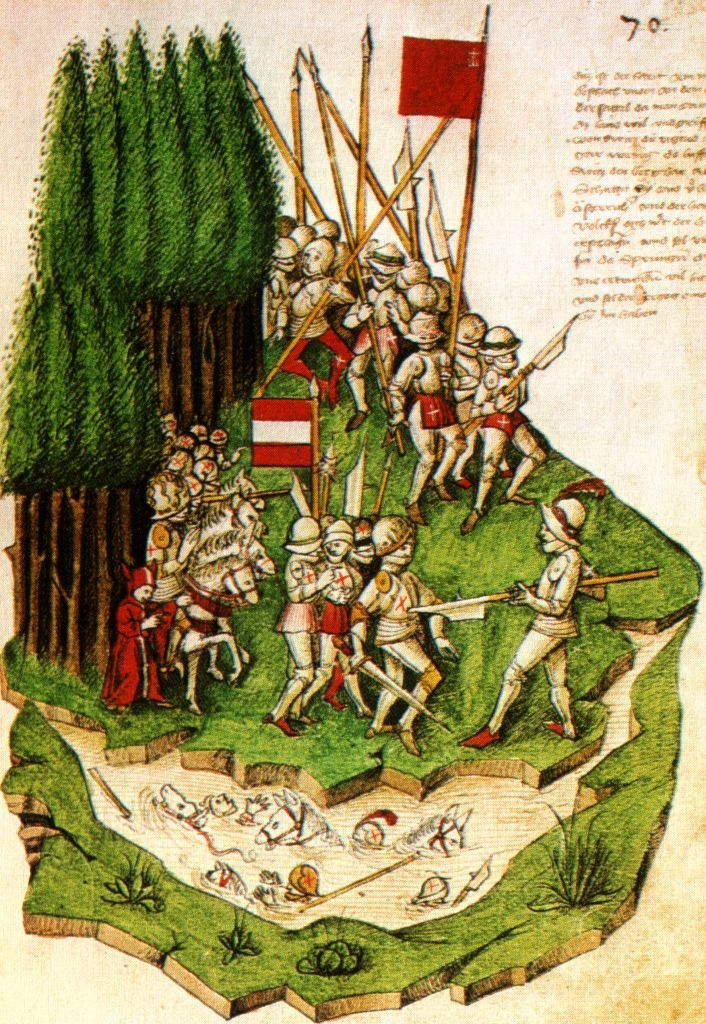
Représentation de la bataille de Morgarten (15 novembre 1315)

UR
SZ
NW[n 1]
OW[n 1]

Membres de la Confédération des III cantons
L'aménagement du col du Saint-Gothard avec l'aide des Walsers récemment immigrés et experts en construction de bisses, au début du XIIIe siècle, a des conséquences importantes : le col du Grand-Saint-Bernard en Valais perd de son importance dans le trafic international, entraînant une crise économique de deux siècles dans la vallée du Haut-Rhône. En récompense de ce travail, Uri obtient, pour « services rendus à l'empereur », l'immédiateté impériale qui l'affranchit de la dépendance des Habsbourg tout en l'enrichissant par les péages et la vente des services (guides et auberges), ce qui attise évidemment les convoitises des Habsbourg.
En avril 1291, Rodolphe de Habsbourg, premier membre de la famille à devenir empereur, rachète les droits sur Lucerne, à l'extrémité du Lac des Quatre Cantons, dans le but de rétablir l'autorité de sa famille dans la région. Après sa mort survenue le 15 juillet 1291 et en prévision d'éventuels troubles de succession, les hommes libres des vallées d'Uri, de Schwytz et de Nidwald, renouvellent au début du mois d'août (date précise inconnue) un pacte d'alliance juridique et défensive éternelle.

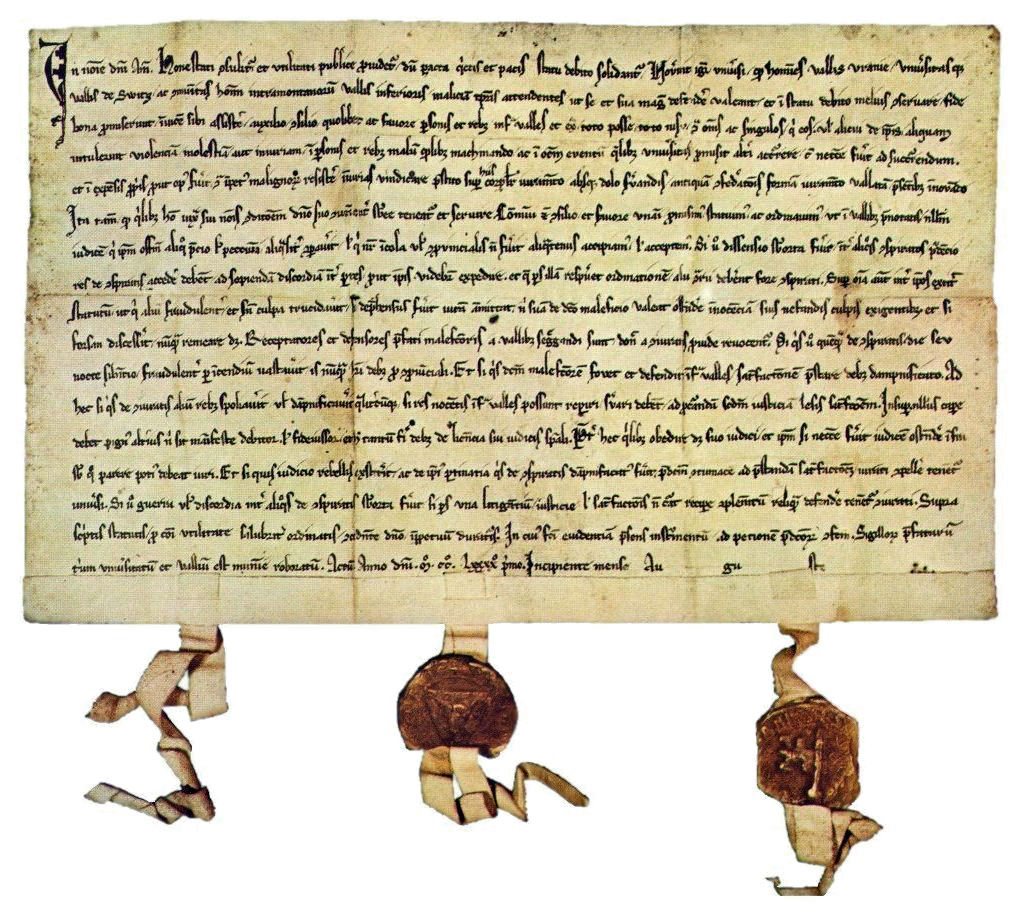
Charte fédérale de 1291

Longtemps oublié, ce pacte ne fut redécouvert qu'au XVIIIe siècle et publié dans sa version latine originale en 1760 par Johann Heinrich Gleser. Il ne sera choisi comme pacte fédéral qu'à la fin du XIXe siècle sur l'initiative du Conseil fédéral et fêté pour la première fois à l'occasion de son sixième centenaire en 1891. À partir de 1899, la fête nationale suisse est célébrée annuellement le 1er août ; avant cette date, la fondation de la Confédération était placée au 8 novembre 1307, date du légendaire serment du Grütli selon Gilg Tschudi. Les événements mythiques décrits par la légende de Guillaume Tell prennent aussi place à la même époque (début du XIVe siècle).
La situation se détériore entre les Waldstätten et les Habsbourg durant l'interrègne qui suit le décès d'Henri VII de Luxembourg en 1313. En réponse à l'attaque de Schwytz contre le couvent d'Einsiedeln survenue le 6 janvier 1314, le marché de Lucerne est interdit aux Waldstätten qui prennent fait et cause pour Louis de Bavière contre le Habsbourg Frédéric le Bel après la double élection du Wittelsbach (25 novembre 1314).
En 1315, le duc d'Autriche Léopold, frère cadet de Frédéric, lance une double attaque contre 1 500 montagnards qui prennent d'assaut la première colonne composée de 3 000 à 5 000 soldats lors de la bataille de Morgarten, le 15 novembre, où les Autrichiens subissent une véritable déroute. La deuxième colonne, qui se dirigeait vers Unterwald, se retire alors sans combattre.
À la suite de cette victoire, les confédérés renouvellent leur alliance lors du pacte de Brunnen du 9 décembre 1315. Rédigé en allemand, ce texte est le premier dans lequel le terme de Eidgenossen (« Confédérés », soit littéralement « compagnons liés par un serment ») est utilisé. Il détaille également l'interdiction faite aux signataires de se lier avec des puissances étrangères. Cette dernière clause ne sera abrogée qu'à la fondation de la République helvétique en 1798.

## Confédération des VIII cantons

LU
ZH
GL
ZG
BE

Nouveaux membres de la Confédération des VIII cantons
Dans l'imagerie populaire, le cercle originel des trois membres fondateurs s'étend progressivement pour accueillir de nouveaux membres. Dans la réalité, les trois entités vont conclure, soit globalement soit individuellement, un véritable réseau d'alliances défensives en l'espace de quarante ans tout d'abord avec Lucerne en 1332 et Zurich en 1351.

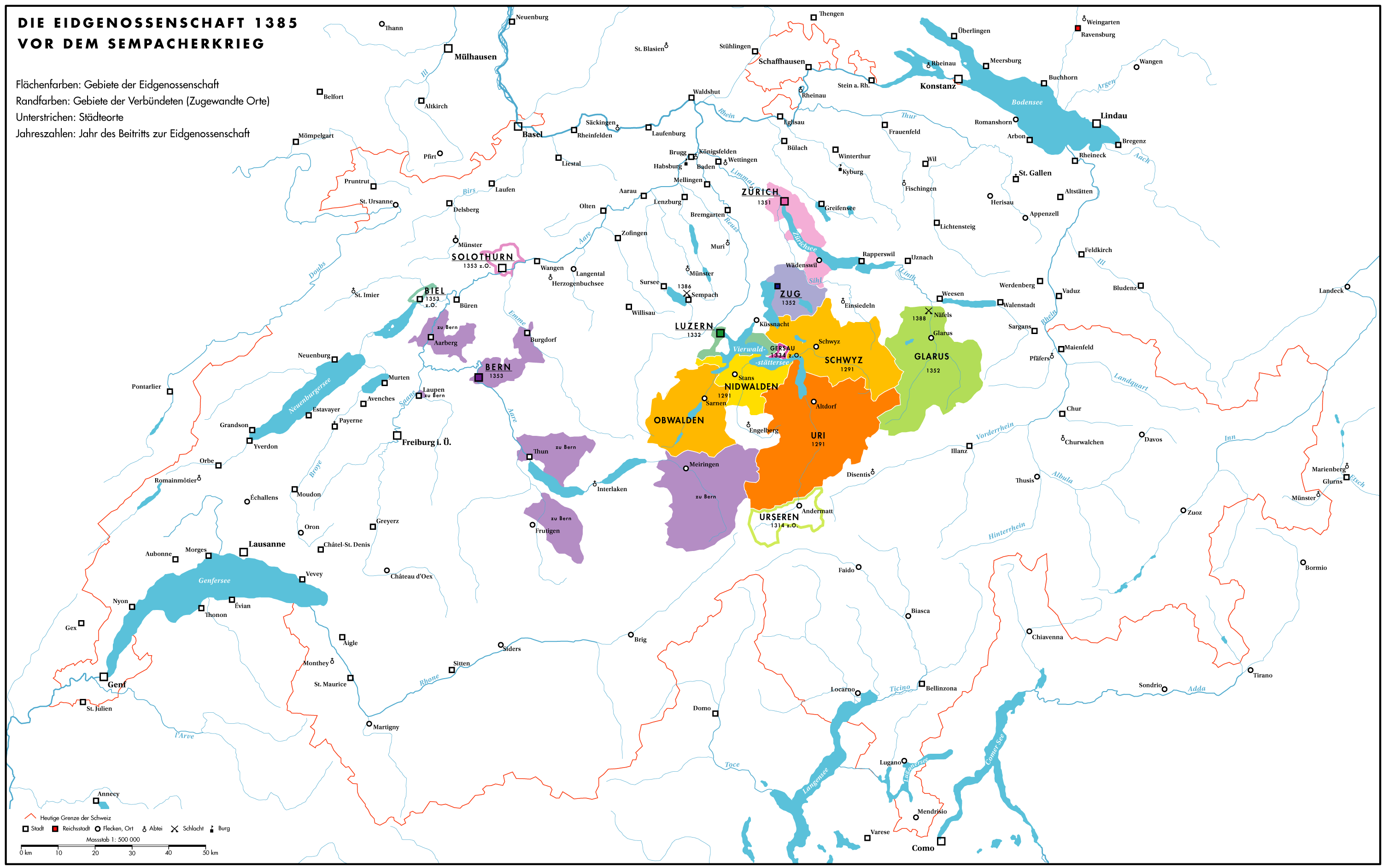
Carte de la Suisse avant la bataille de Sempach

La ville de Zoug puis la vallée de Glaris concluent à leur tour une alliance en 1352, bien que cette dernière n'ait pas un statut d'égalité avec les autres membres. Toutefois, quelques semaines après avoir signé ces accords, les confédérés doivent rendre ces deux territoires aux Habsbourg. Ils ne les récupèrent finalement qu'en 1365 pour Zoug et 1388 pour Glaris. En 1353, c'est au tour de Berne de signer une alliance qui a également pour but d'empêcher toute revendication obwaldienne sur l'Oberland bernois, arrière-pays rural et sujet de la ville.
Alors que les huit petits États, reliés par ce réseau d'alliances, sont groupés sous le nom générique de « Confédération des VIII cantons », c'est en 1359 qu'apparaissent pour la première fois les deux bandes croisées blanches sur fond rouge comme signe de reconnaissance sur les champs de bataille. Bien plus tard, en 1815, la croix blanche à branches égales sur fond rouge sera définie comme les armoiries officielles du pays. En 1370, un nouveau pacte, appelé Pfaffenbrief (« Charte des prêtres » en allemand), est signé entre tous les cantons contrôlant le passage du Gothard, à savoir tous les cantons à l'exception de Glaris et Berne. Ce document unifie le droit existant et rend chaque homme, noble ou roturier, laïc ou religieux, égal devant la justice qui est rendue par des juges locaux.
Les Habsbourg ne renoncent toutefois pas à leurs prétentions. Par deux fois, ils tentent vainement de vaincre les cantons : la première fois en 1386, lors de la bataille de Sempach, la seconde en 1388, lors de la bataille de Näfels. Dans les deux cas, des montagnards inférieurs en nombre battent des soldats expérimentés, gagnant ainsi une réputation de guerriers intrépides mais également peu respectueux des coutumes guerrières. Cette double victoire consolide l'alliance des huit communautés qui signent en 1393 la première charte commune aux huit cantons, appelée le convenant de Sempach, qui définit des règles militaires de comportement pendant et après les combats ainsi que la manière d'engager un conflit, qui ne peut l'être qu'après une délibération commune.

Carte de la Suisse en 1474, peu avant le début des guerres de Bourgogne.

Les cantons suisses ont alors plus ou moins assuré leur indépendance vis-à-vis des seigneurs locaux, tout en restant des sujets du Saint-Empire romain germanique. Le XVe siècle voit une phase d'expansion des Confédérés qui conquirent les territoires avoisinants et conclurent des alliances avec de nombreuses régions des alentours (Appenzell, le Valais et Saint-Gall). En 1415, les Confédérés planifient et exécutent en commun, aux dépens des Habsbourg et avec la bénédiction de l'empereur, la conquête de l'Argovie dont une partie est gérée sous la forme d'un bailliage commun. L'envie d'expansion ne va pas sans heurts : à la mort du comte Frédéric VII de Toggenbourg ne laissant aucun successeur, les confédérés, particulièrement Schwytz et Zurich, vont s'entre-déchirer pour se répartir le Toggenbourg pendant l'ancienne guerre de Zurich qui dure de 1436 à 1450 et voit la victoire des Schwytzois. Enfin, la Thurgovie est conquise en 1460 et également transformée en bailliage commun.
Inquiets de la puissance croissante de leurs voisins occidentaux, les États bourguignons, les confédérés, Berne en tête, s'allient au roi Louis XI de France et déclarent, en 1474, la guerre à Charles le Téméraire. Les Suisses sont victorieux successivement lors des batailles de Grandson et de Morat, puis lors de la bataille de Nancy en 1477 qui met fin à la guerre. À la grande déception de Berne, seuls la région d'Aigle lui est attribuée après la guerre et seulement en tant que bailliage commun avec Fribourg qui rejoint peu de temps après la Confédération en compagnie de Soleure dans ce qui va devenir la Confédération des XIII cantons.

## Confédération des XIII cantons

FR
SO
BA[n 2]
SH
AP[n 3]

Nouveaux membres de la Confédération des XIII cantons

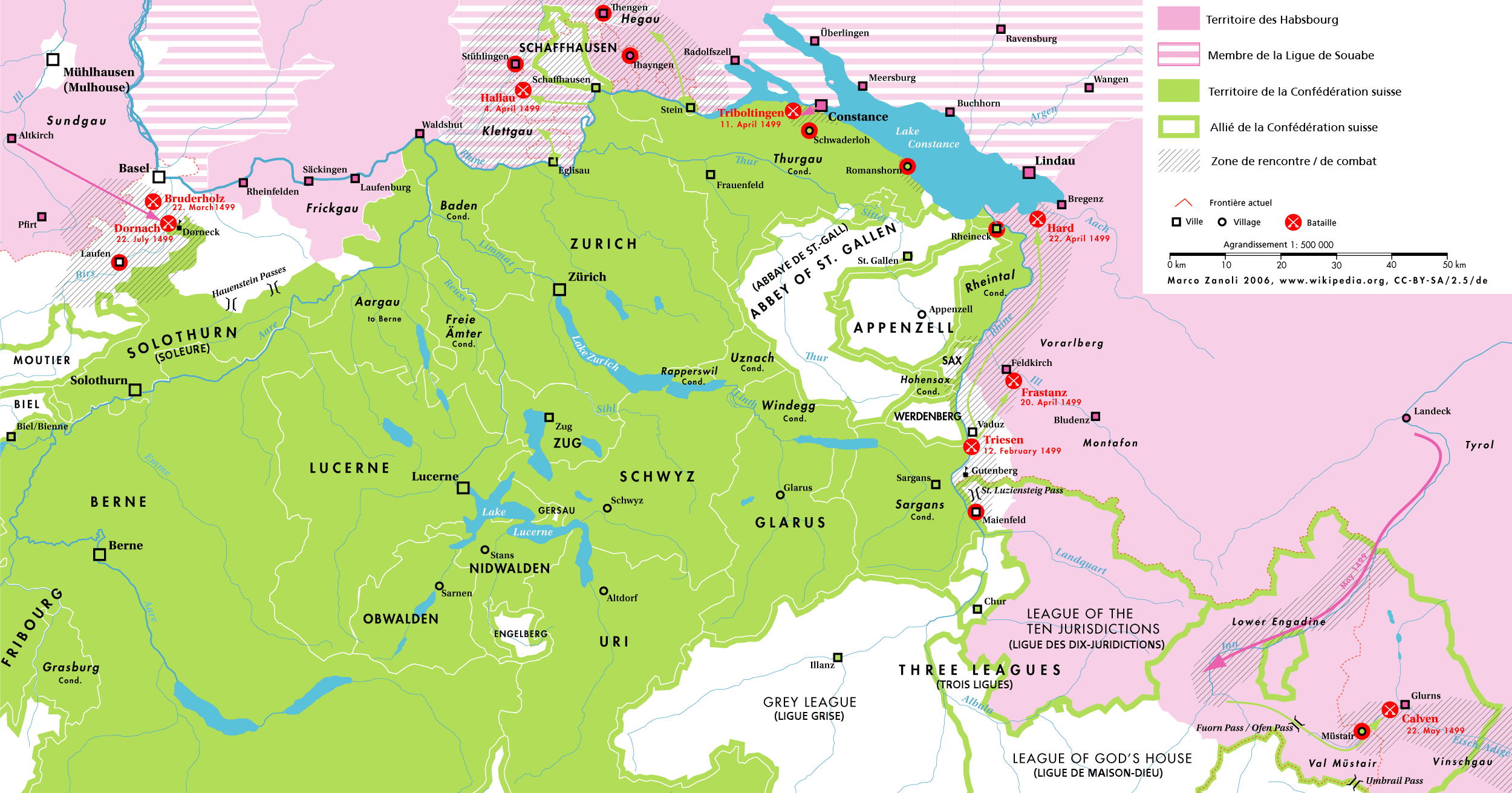
Carte de la guerre de Souabe

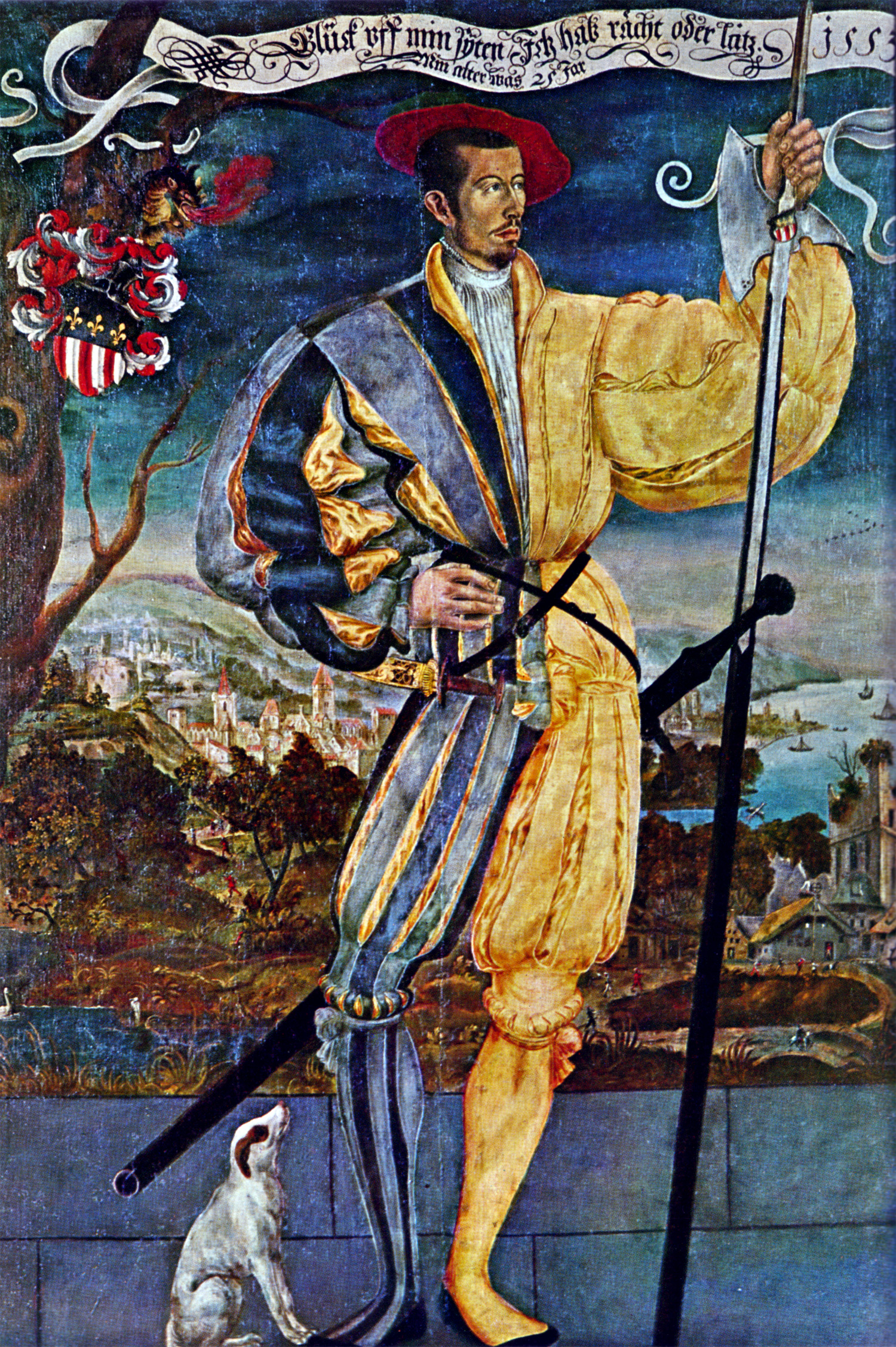
Niklaus Manuel en soldat suisse
par Hans Rudolf Manuel, 1553.

À la fin de la guerre de Bourgogne, deux nouveaux cantons, Fribourg et Soleure, frappent à la porte de la Confédération. Cependant, les cantons sont divisés sur ces demandes d'adhésion et la guerre civile menace entre les cantons campagnards qui craignent de perdre leur majorité et les cantons urbains. C'est finalement l'ermite Nicolas de Flue qui propose en 1481 un compromis acceptable, le convenant de Stans : Fribourg et Soleure sont admis dans la Confédération.
À la suite de la défaite des Bourguignons, l'empereur Maximilien réorganise le Saint-Empire romain germanique en instaurant un tribunal impérial et un nouvel impôt, le centime impérial, en 1495. Les confédérés refusent de s'y soumettre et vont vaincre les troupes impériales ainsi qu'une coalition de villes du sud de l'actuelle Allemagne lors de la guerre de Souabe s'étendant de décembre 1498 à septembre 1499. Le traité de Bâle du 22 septembre 1499 marque la reconnaissance de facto des cantons suisses vis-à-vis de l'empire qui renonce à ses droits. Il faut toutefois attendre 1648 et les traités de Westphalie pour que cette existence soit reconnue de jure. Les villes de Bâle et Schaffhouse, déjà alliées, deviennent des cantons en 1501, suivies par Appenzell en 1513. La Confédération des XIII cantons est née et dure jusqu'en 1798.
Les confédérés sont alors entraînés dans la tourmente des guerres d'Italie. Tour à tour alliés et ennemis des Français, ils assujettissent une partie du Tessin avant de connaître une cinglante défaite lors de la bataille de Marignan en 1515. Ils doivent alors signer la « paix perpétuelle » de Fribourg avec la France, qui obtient le droit de recruter à volonté des mercenaires suisses contre le Tessin et une partie de la Valteline. Ce traité marque également la fin de la politique d'expansion des Confédérés, qui ne participeront plus aux grandes batailles du continent qu'en tant que mercenaires.

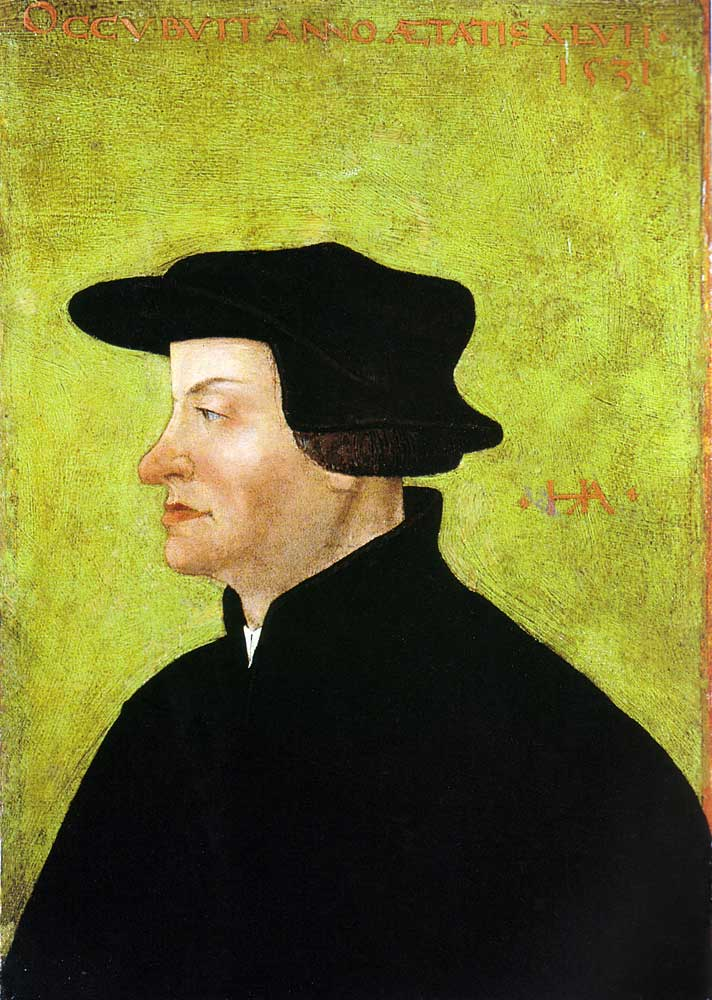
Portait du réformateur Zwingli

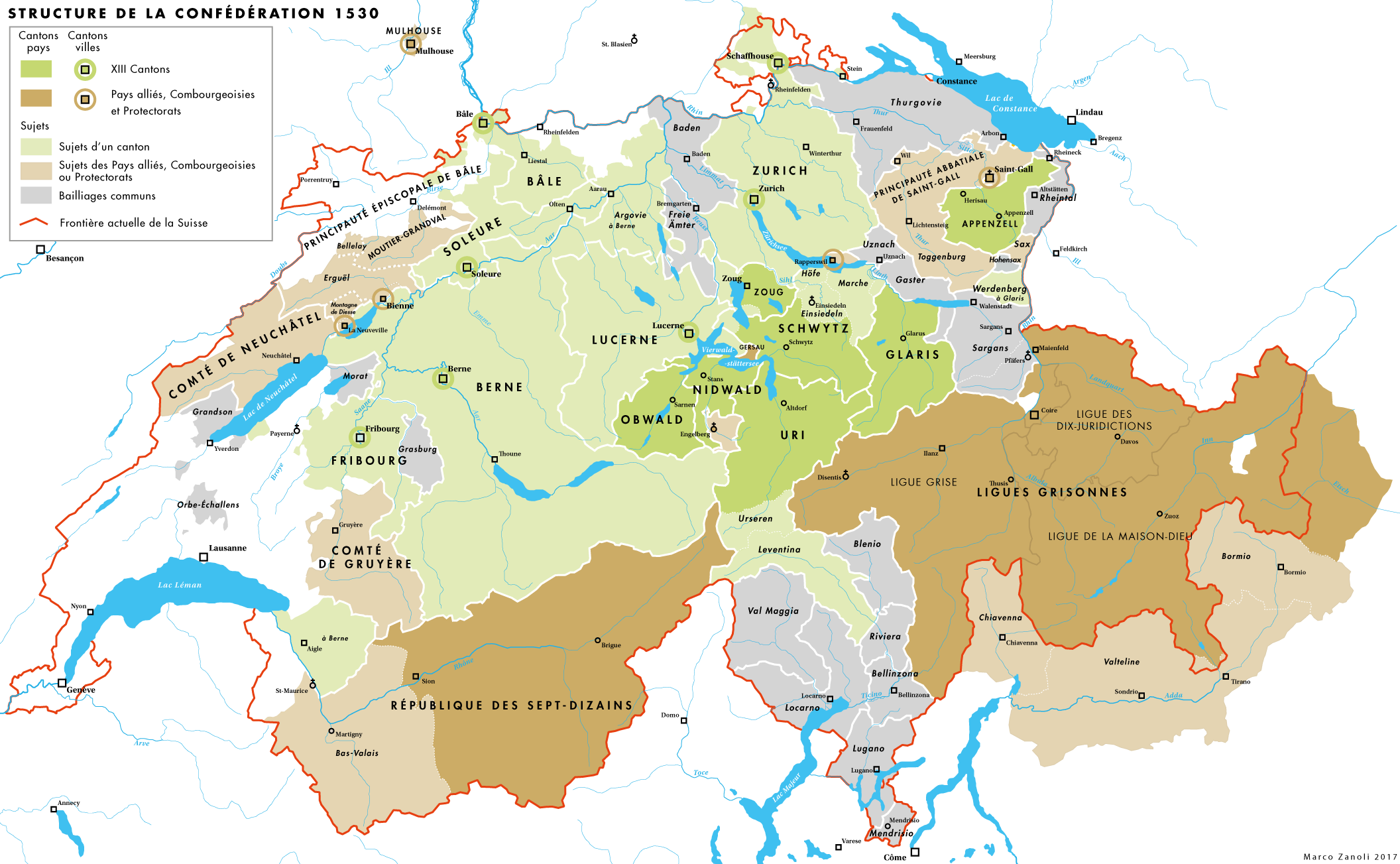
Structure de la Confédération en 1530

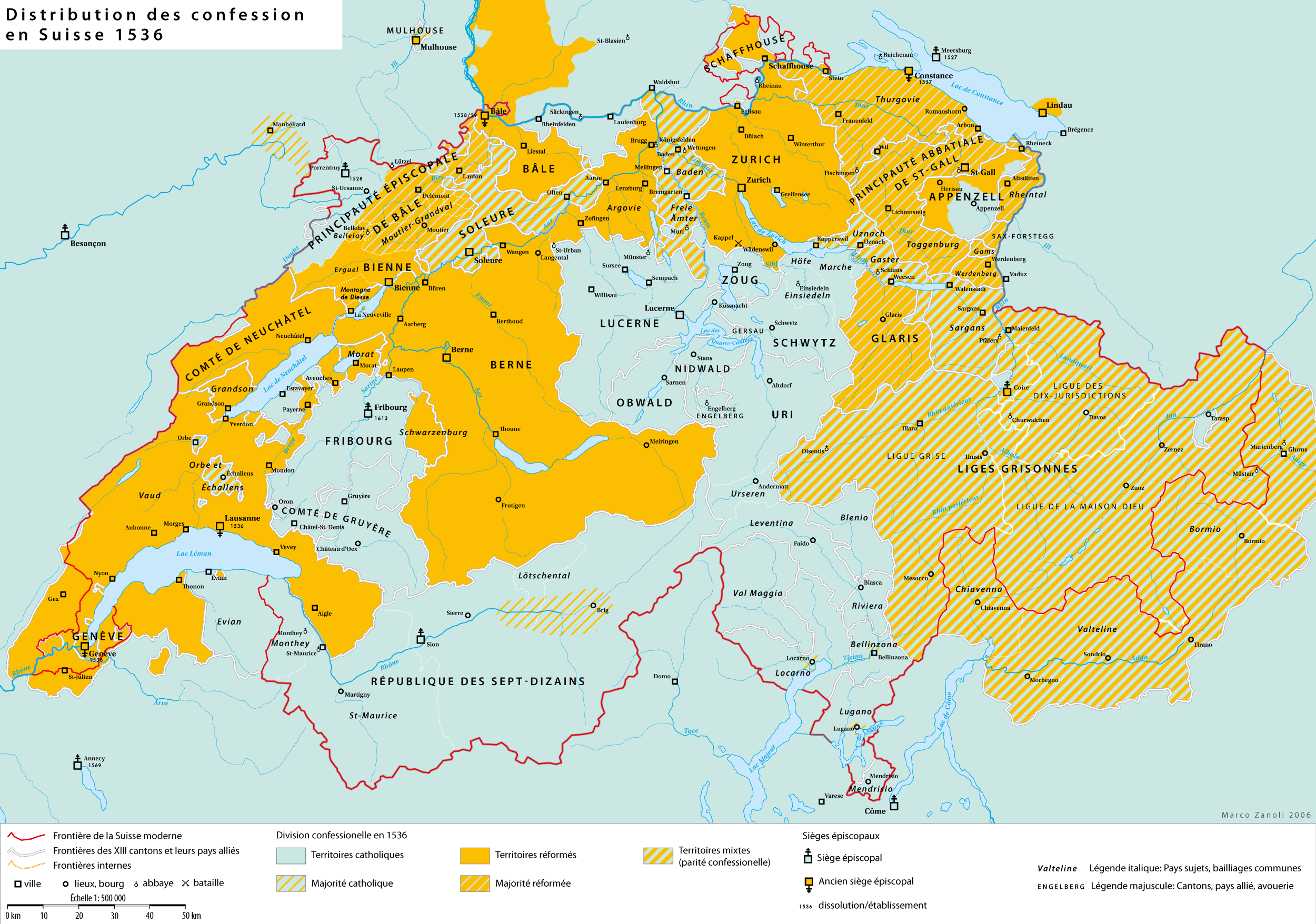
La situation confessionnelle en Suisse 1536

Le XVIe siècle voit la Réforme protestante apparaître à Zurich à la suite de la prédication et de l'influence d'Ulrich Zwingli. Elle gagne bientôt une grande partie de la Confédération, qui va se déchirer lors de quatre guerres de Religion : les première (dont l'épisode de la soupe au lait deviendra célèbre) et deuxième guerres de Kappel qui voient, en 1531, la défaite des protestants et la mort de Zwingli, sont suivies par les deux guerres de Villmergen en 1656 et 1712. La Diète fédérale se retrouve alors divisée entre sept cantons catholiques, deux mixtes et quatre réformés, moins nombreux mais plus peuplés. Cette division va encore s'accentuer avec la Contre-Réforme menée en particulier par les jésuites qui provoque notamment, la division en 1597 du canton d'Appenzell en deux demi-cantons : Appenzell Rhodes-Extérieures protestant et Appenzell Rhodes-Intérieures catholique.

AR
AI

1597 : Division du canton d'Appenzell

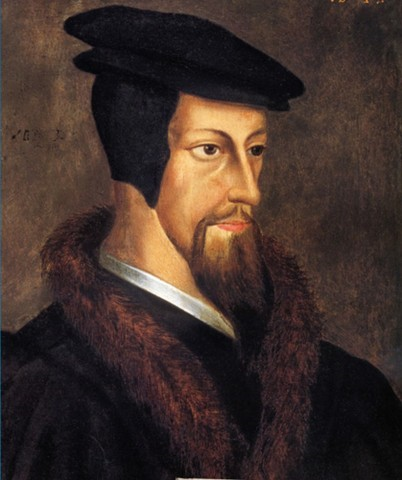
Portrait du réformateur Calvin

Stoppée progressivement par la Contre-Réforme dans la partie alémanique du pays, la Réforme se propage en revanche à l'ouest, en particulier sous l'action du Français Guillaume Farel qui prêche et convertit la plus grande partie du pays de Vaud, de Neuchâtel et de Genève avant de l'emporter à Lausanne dans un débat public (connu par la suite sous le nom de « Dispute de Lausanne ») avec l'aide de Jean Calvin et Pierre Viret contre les catholiques. En 1533, l'évêque de Genève s'enfuit et la ville devient une république libre puis, en 1541, une théocratie sous l'influence radicale de Calvin qui transforme la cité en « Rome protestante ».
Entre-temps, le duché de Savoie, qui échoue en 1536 à s'emparer de Genève, est chassé du pays de Vaud par les Bernois, les Fribourgeois et les Valaisans. Toutefois, certains des territoires conquis à cette occasion, tels que le Chablais français et la rive sud du lac Léman sont rendus par la suite, fixant ainsi les frontières du pays.
Pendant la guerre de Trente Ans, la Suisse reste neutre mais doit se défendre en mobilisant 36 000 hommes à ses frontières, créant ainsi le concept de « neutralité armée » avant que l'indépendance et la neutralité de la Suisse ne soient finalement reconnus lors des traités de Westphalie qui mettent un terme au conflit européen en 1648.
Le XVIIIe siècle marque une période de prospérité scientifique et économique avec l'évolution de l'agriculture et l'apport des huguenots français. C'est de cette période que date le concept de nation suisse, développé avec la création de chaires d'histoire nationale dans les universités du pays (à l’image de Johann Jakob Bodmer, à Zurich, en 1725)qui gomme les différences confessionnelles, politiques, économiques et sociales pour faire place à une Suisse « unie et paisible » alors que l'arrivée de voyageurs étrangers marque les débuts du tourisme en Suisse. Cependant, durant cette période, plusieurs soulèvements se produisent qu'ils soient le fait de paysans comme à Berne en 1653 et Lucerne, de pays sujets comme la « conjuration Henzi » contre le patriciat bernois en 1749, le « soulèvement Livin » contre Uri en 1755 ou le « soulèvement Chenaux » en 1781 contre Fribourg, ou de « libérateurs » comme dans la Léventine ou dans le pays de Vaud avec le major Abraham Davel en 1755. Ces soulèvements ne sont toutefois que ponctuels, afin d'obtenir ou de maintenir des droits particuliers, et n'ont pas, à l'exception de la tentative de Davel, de caractère révolutionnaire.

## Suisse sous domination française

Représentation de la prise des Tuileries par Jean Duplessi-Bertaux

La première réaction en Suisse est vive après l'annonce du massacre de 800 gardes suisses aux Palais des Tuileries le 10 août 1792. La même année, des troupes bernoises et zurichoises sont envoyées à Genève pour empêcher une invasion française de ce territoire allié. Cependant, quelques semaines plus tard, la cité lémanique passe aux mains des révolutionnaires. Toujours en 1792, la France envahit l'évêché de Bâle qui devient brièvement indépendant sous le nom de République rauracienne avant d'être rattaché à la France sous le nom de département du Mont-Terrible, comprenant les actuels districts jurassiens de Porrentruy et Delémont, le 23 mars 1793.
En 1795, un soulèvement vaudois contre Berne est lancé par Frédéric-César de La Harpe qui doit se réfugier à Paris faute d'avoir été suivi. De son exil, il pousse le gouvernement français à envoyer des troupes en Suisse romande. C'est finalement en 1798 que, prenant comme prétexte la mort de deux soldats en mission à Thierrens, les troupes françaises envahissent le pays. La résistance est faible, excepté à Berne et en Suisse centrale, où Nidwald livre seul un combat désespéré contre les Français, les envahisseurs étant relativement bien accueillis. Les deux victoires françaises de Grauholz et de Fraubrunnen entraînent la capitulation de Berne à l'automne 1798. Après la proclamation éphémère de quelque quarante républiques en quelques semaines, c'est finalement Paris qui met en place le nouveau régime de la République helvétique.

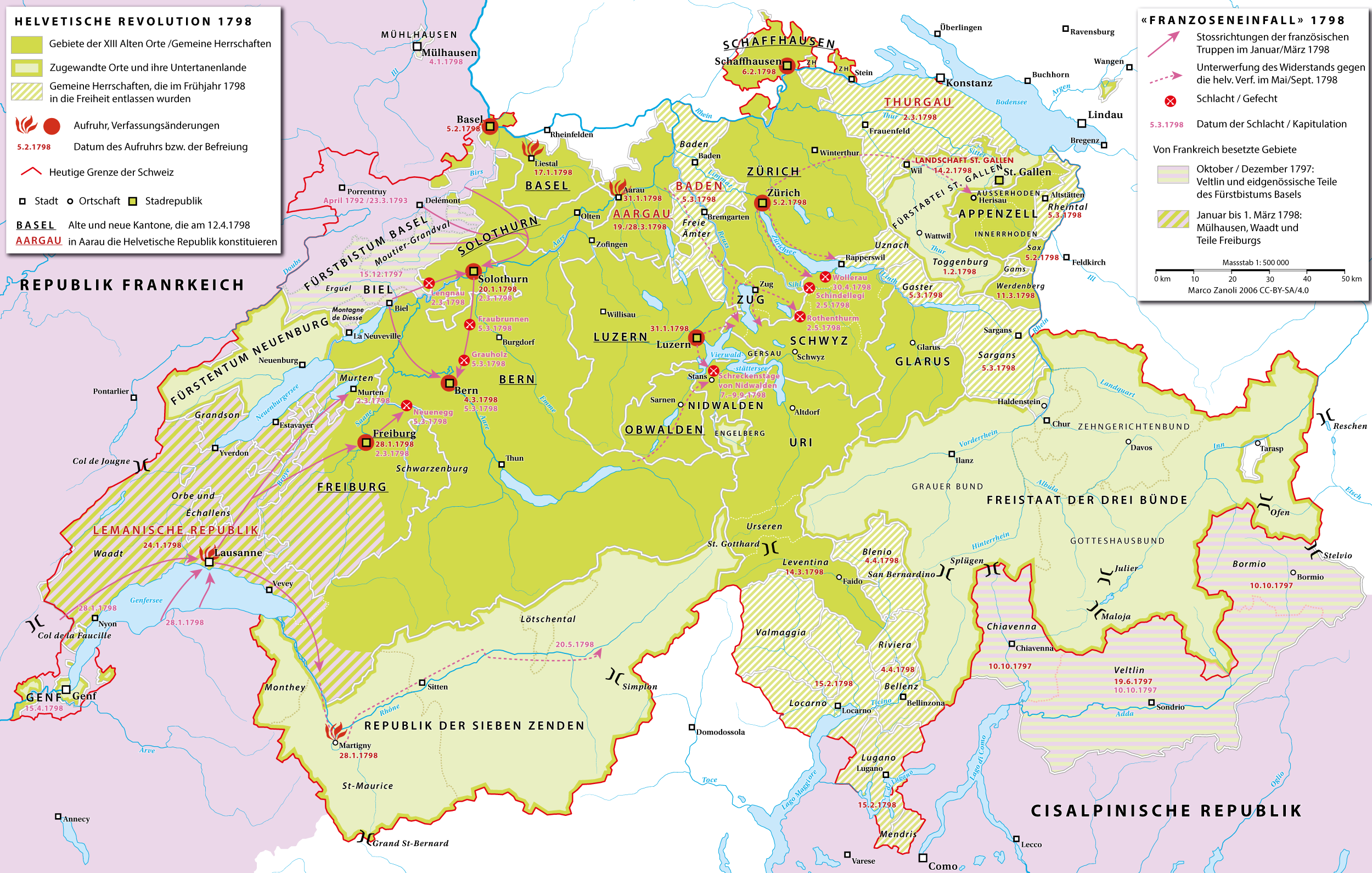
Carte de la République helvétique

La « République helvétique une et indivisible » selon son nom officiel est un État centralisé et unitaire gouverné par un directoire qui nomme les gouverneurs des cantons devenus de simples divisions administratives et dont les frontières sont largement redessinées. Outre les conflits européens, illustrés par les batailles de Zurich en 1799, qui se déroulent en partie sur le sol suisse, les conflits entre centralisateurs et fédéralistes sont incessants jusqu'à l'été 1802 lorsque les troupes françaises se retirent du territoire et que se déclenche la Stecklikrieg (« Guerre des bâtons » en allemand), une révolte fédéraliste contre la République helvétique dont le gouvernement doit se réfugier à Lausanne.
Le 30 septembre 1802, Napoléon Ier intervient et, après avoir convoqué à Paris une délégation helvétique formée de 63 représentants suisses et de quatre sénateurs français, impose l'Acte de médiation proclamé le 19 février 1803 qui définit une nouvelle constitution pour le pays. Cet acte calme les tensions internes, en particulier grâce au rétablissement des frontières traditionnelles de la majorité des cantons, à l'exception notable du canton de Berne qui se voit définitivement amputé des nouveaux cantons de Vaud et d'Argovie. Les cantons de Saint-Gall, Thurgovie, du Tessin et des Grisons sont également créés par la réunion de bailliages communs. Afin de garantir le contrôle des cols alpins, le Valais quitte la Suisse et devient indépendant mais sera annexé par l'Empire français en 1810 tout comme Genève qui devient le chef-lieu du département du Léman et Neuchâtel transformé en principauté offerte au maréchal Berthier, qui ne s'y rendra jamais.

VD
AG
SG
TG
TI
GR

Nouveaux cantons créés par l'Acte de médiation
Les 19 cantons restants redeviennent des entités indépendantes, chacun disposant de sa constitution et de ses péages. Le pouvoir central, exercé par la Diète fédérale, est dirigée par le Landammann de la Suisse, unique occurrence historique où le pays est dirigé par une seule personne. La Diète a le contrôle de l'armée suisse ainsi que du franc qui devient la seule monnaie officielle du pays. Toutefois, entre 1803 et 1813, la Suisse est un protectorat français sans grand pouvoir décisionnel qui se trouve en réalité à Paris. Mais le pays connaît alors une période de stabilité et de paix bien que son industrie soit durement touchée par les effets du blocus continental et que le pays dut fournir quatre régiments à la Grande Armée, soit un total théorique de 16 000 hommes.

## Confédération des XXII cantons

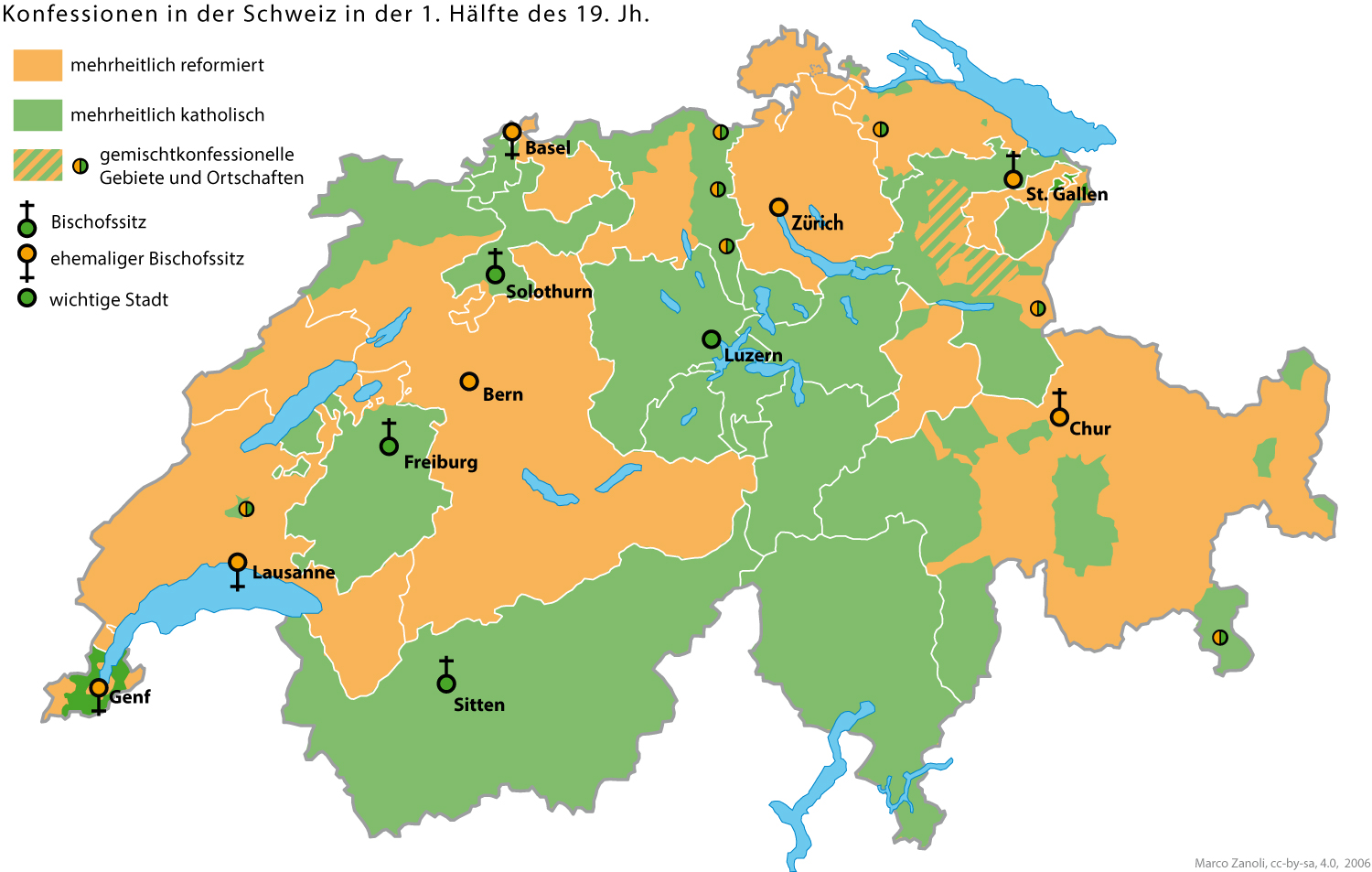
Répartition confessionnelle au début du XIXe siècle

VS
NE
GE

Les trois nouveaux cantons de 1815
À partir de 1813, des armées étrangères à la poursuite des armées françaises traversent à plusieurs reprises le pays en se nourrissant sur place, ce qui entraîne la famine parmi la population sans que ni la Diète ni l'armée ne puisse s'interposer, si ce n'est par l'incursion durant quelques mois de 24 000 hommes dans le pays de Gex, ce qui marque le dernier engagement des troupes suisses à l'étranger. Les Français partis, plusieurs cantons, partiellement appuyés par les puissances européennes, s'empressent de restaurer l'Ancien Régime alors que l'existence des nouveaux cantons, en particulier l'Argovie que Berne veut récupérer, est menacée.

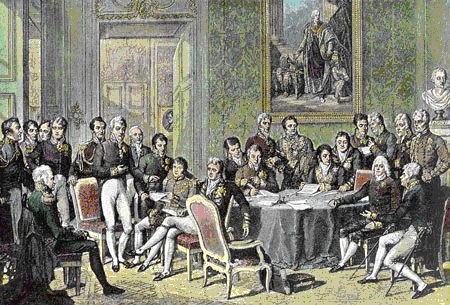
Signature du Congrès de Vienne de 1815

Dans ce contexte, un nouveau pacte fédéral est finalement signé entre tous les cantons le 7 août 1815, établissant la Confédération suisse constituée de cantons indépendants liés entre eux par un seul traité commun et non plus par un réseau d'alliances hétérogènes. Au Congrès de Vienne, les puissances européennes reconnaissent la Neutralité perpétuelle de la Suisse le 20 mai 1815 et lui octroient trois nouveaux cantons : le Valais, Genève – auquel la France et le royaume de Sardaigne attribuent quelques territoires afin de lui assurer une continuité territoriale – et Neuchâtel, qui demeure néanmoins une principauté prussienne, fondant ainsi la Confédération des XXII cantons.
Le traité de Paris de 1815 attribue également la partie jurassienne de l'évêché de Bâle et la région de Bienne au canton de Berne, en compensation de la perte de l'Argovie et du pays de Vaud. Les bailliages de Valteline et Bormio, perdus par les ligues grises en 1798, le sont définitivement en raison du refus de ces trois ligues d'accorder l'égalité à leurs anciens sujets. La frontière de la Suisse ne subira dès lors plus de changements majeurs.

BS
BL

1833 : Division du canton de Bâle
Après la révolution française de 1830 et aux idées égalitaires propagées par celle-ci, une moitié des cantons démocratisent progressivement leurs constitutions en généralisant le droit de vote. En 1832, une guerre civile éclate entre la ville de Bâle et sa campagne obligeant l'armée à intervenir et provoquant la séparation du canton en deux demi-cantons respectivement de Bâle-Ville et Bâle-Campagne. La même année, une révision du pacte fédéral introduisant plus de libertés individuelles est refusée.

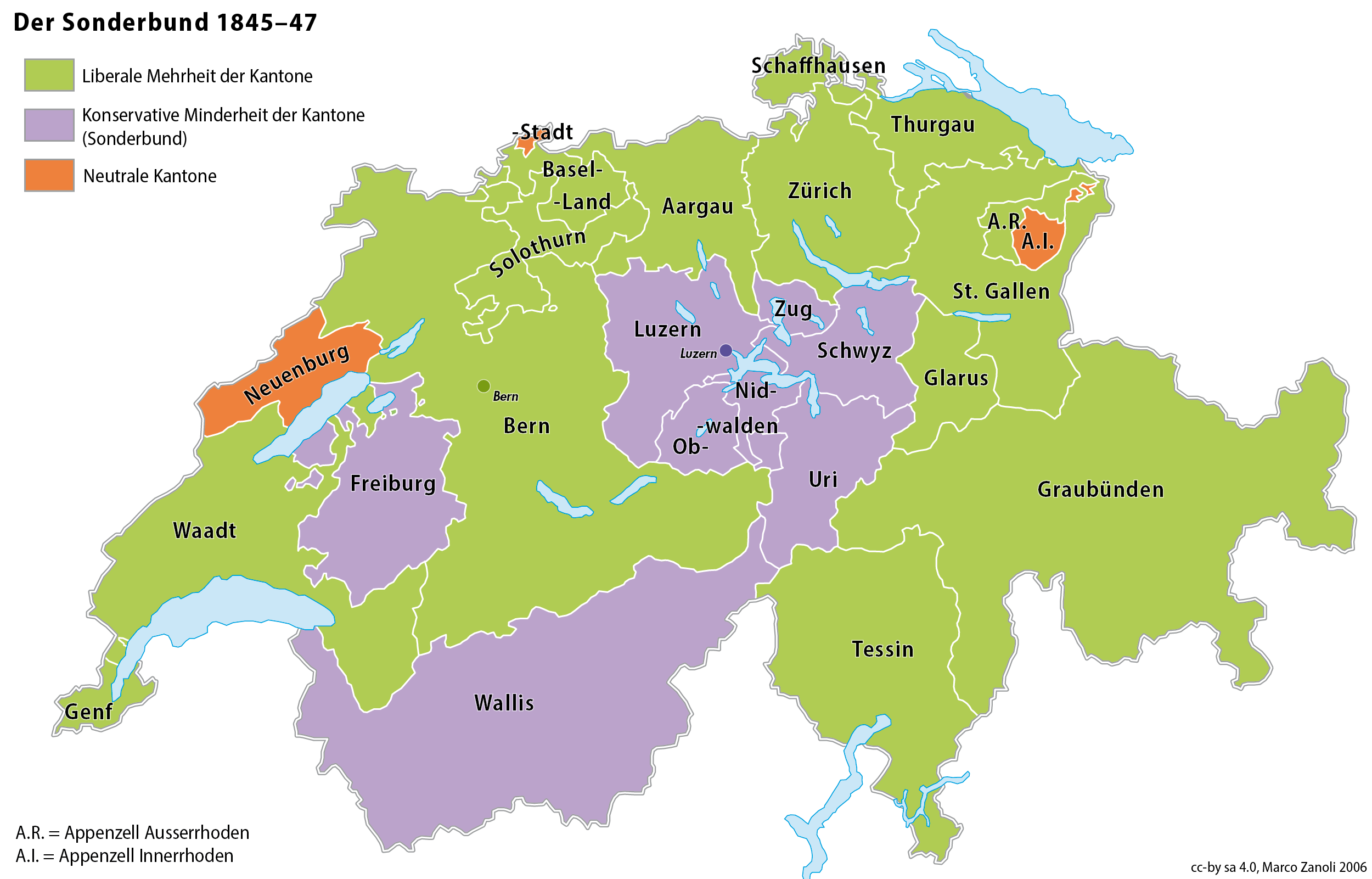
Carte de la guerre du Sonderbund

Dans les années suivantes, le parti radical-démocratique connaît une forte croissance dans plusieurs cantons urbains et protestants. Ses membres, partisans d'un système plus centralisé, deviennent progressivement majoritaires au parlement, où ils adoptent plusieurs mesures anti-catholiques et anticonstitutionnelles telles que la fermeture des couvents argoviens en 1841. En 1845, le canton de Lucerne catholique rappelle les jésuites sur son territoire et leur confie l'enseignement supérieur, ce qui scandalise les radicaux qui ne manquent que de quelques voix à faire voter l'expulsion des jésuites. Se sentant menacés, les sept cantons catholiques de Lucerne, d'Uri, de Schwytz, d'Unterwald, du Valais, de Fribourg et de Zoug concluent en 1845 une alliance secrète, le Sonderbund (littéralement « Alliance particulière » en allemand) qui apparaît au grand jour lorsqu'elle cherche à s'allier avec l'Autriche, acte contraire à la constitution. En 1847, le parlement ordonne la dissolution du Sonderbund et, devant le refus des sept cantons, la guerre civile éclate. Le conflit mené par le général Guillaume-Henri Dufour du côté confédéré, est bref et peu sanglant et voit la défaite des cantons catholiques suivie par la mise en place et de l'adoption d'une nouvelle constitution en 1848, qui ne sera plus remaniée de façon radicale qu'en 1874.

## État fédéral

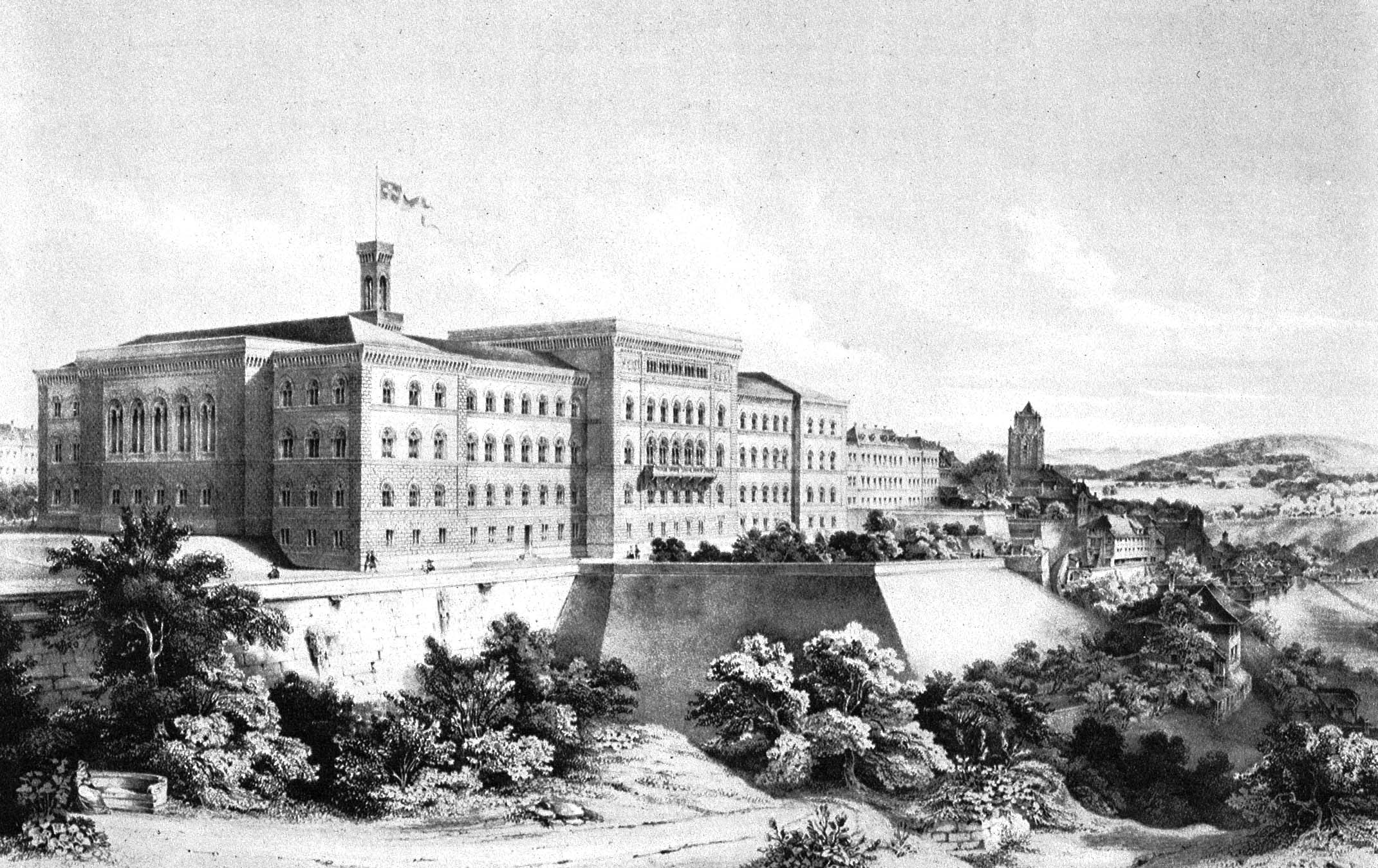
Vue du Palais fédéral en 1857

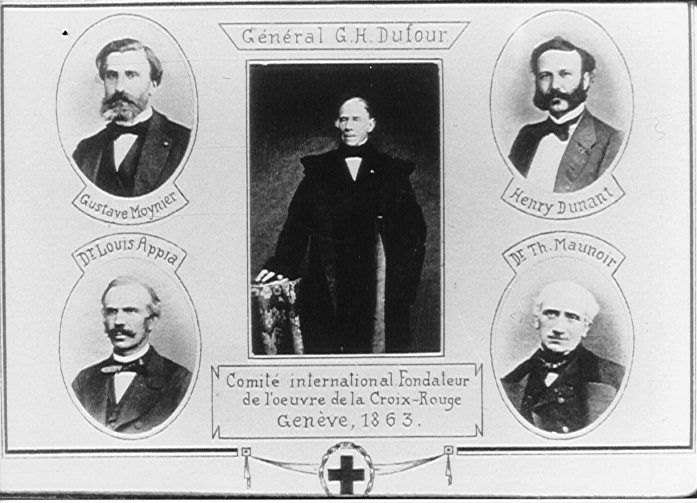
Portraits des fondateurs de la Croix-Rouge

La nouvelle constitution fédérale votée le 12 septembre 1848 à la majorité de quinze cantons et demi contre six et demi définit un nouvel État fédéral et centralisé qui continue toutefois de porter le nom de « confédération » où les cantons ne sont plus indépendants mais « souverains » et cèdent certains de leurs privilèges à l'État fédéral. La constitution définit également les nouvelles institutions politiques, le Conseil fédéral et l'Assemblée fédérale bicamérale qui siège à Berne, nouvelle capitale où est construit le Palais fédéral. Une union douanière et monétaire est instaurée, abolissant les douanes, les frontières et les monnaies cantonales et régionales. La loi fédérale sur la monnaie du 7 mai 1850 instaure le franc suisse qui circule dès 1852 et un système monétaire similaire à celui de la France, ce qui permet à la Suisse de faire partie de l'Union monétaire latine de sa création en 1865 à sa dissolution en 1926. En 1854, le Polytechnikum de Zurich est fondé alors que les chemins de fer privés commencent à voir le jour sur tout le Plateau suisse.
Cependant, les divisions entre les cantons centraux et catholiques et ceux protestants du plateau sont toujours vives. La dette de guerre que doivent payer les perdants de la guerre du Sonderbund jusqu'en 1852, le système majoritaire mis en place pour les élections fédérales qui élimine pratiquement l'opposition conservatrice et la séparation constitutionnelle de l'Église et de l'État sont autant de motifs de tension qui sont progressivement aplanis, en particulier lorsque les conservateurs catholiques obtiennent un siège au Conseil fédéral en 1891.
Sur le plan de la politique extérieure, cette période est marquée par l'affaire de Neuchâtel entre 1856 et 1857 suivie de l'affaire de Savoie en 1860 où le Conseil fédéral envisage l'occupation du Chablais français et du Faucigny. En 1868, lors de la signature de la convention de Mannheim, la Suisse obtient son seul débouché maritime : la zone du Rhin comprise entre le dernier pont de la ville de Bâle et donc le port et son embouchure deviennent des eaux internationales. Pendant la guerre franco-prussienne de 1870, la Suisse mobilise son armée commandée par le général Hans Herzog mais se cantonne dans sa neutralité, accueillant de nombreux réfugiés tels les 85 000 hommes de l'armée française de l'Est menée par le général Charles Denis Bourbaki qui seront les premiers bénéficiaires de l'aide de la Croix-Rouge récemment créée par Henri Dunant.
Sur le plan intérieur, le droit de référendum facultatif et celui d'initiative populaire sont progressivement accordés aux citoyens. En 1868, le système majoritaire est abandonné au profit du système proportionnel jugé plus représentatif. Dans la même lignée, la révision de la constitution de 1874 accorde encore de nouvelles prérogatives à l'État fédéral et le Tribunal fédéral, désormais permanent, est établi à Lausanne. L'école primaire devient obligatoire de même que la tenue d'un registre d'état civil. Cette révision constitutionnelle a lieu pendant le Kulturkampf allemand dont les effets se font sentir également en Suisse par quelques articles constitutionnels, appelés articles d'exception, qui restreignent les libertés de culte et d'expression, en particulier vis-à-vis du catholicisme, et amènent à la rupture des relations diplomatiques entre la Suisse et le Saint-Siège en 1874.
La centralisation du pouvoir se poursuit avec, en 1891, le monopole de l'émission des billets de banque confié à la Confédération qui entraîne, en 1907, la création de la Banque nationale suisse chargée de cette tâche ainsi que de toute la politique monétaire. En 1898, le droit pénal et le droit civil dans leur entier deviennent la prérogative de l'État fédéral, amenant à la création d'un code civil et d'un code pénal fédéraux suivis par le code des obligations. C'est également à cette période que les premiers progrès sociaux voient le jour : la durée quotidienne du travail est limitée en 1877 à onze heures et six jours hebdomadaires puis, en 1890, la Confédération doit créer une assurance en cas d'accident ou de maladie qu'elle peut rendre obligatoire soit pour l'ensemble des habitants, soit pour une ou des catégories particulières.

## Suisse duXXesiècle

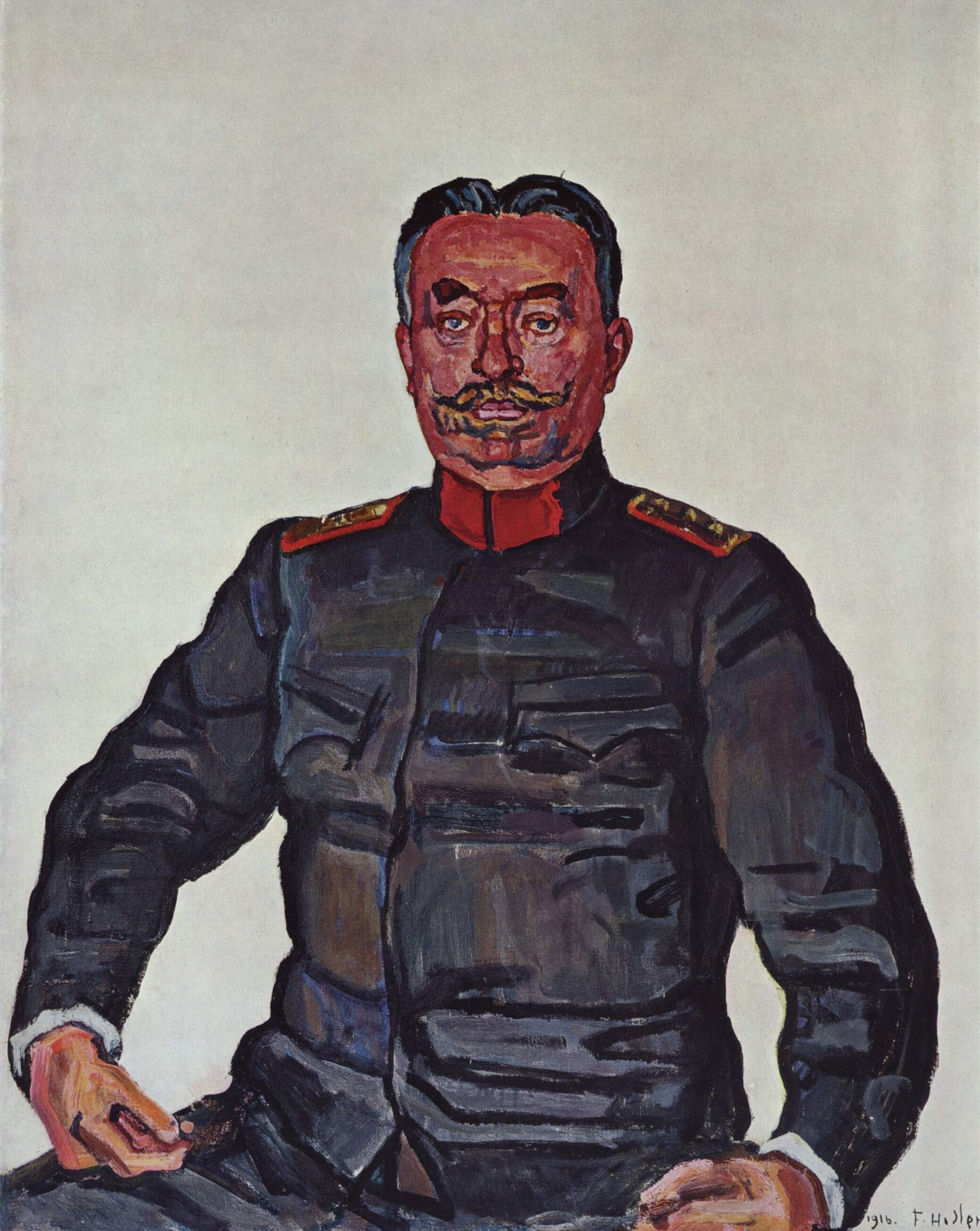
Portrait du général Wille par Ferdinand Hodler.

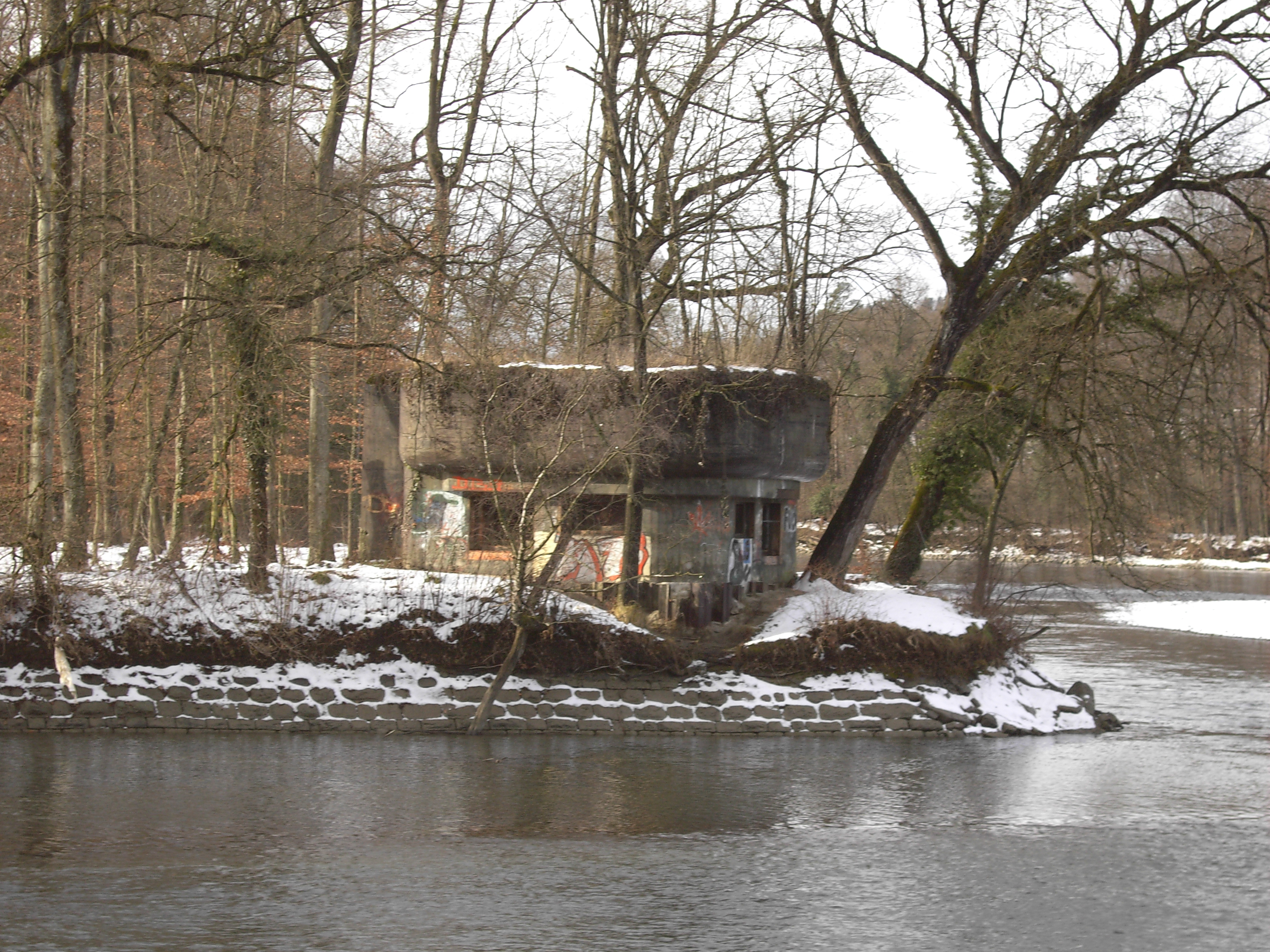
Bunker de défense de la Seconde Guerre mondiale sur l'Aar.

Lorsqu'éclate la Première Guerre mondiale, la population est divisée. La Suisse alémanique penche du côté des empires centraux tandis que la Suisse romande a plus de sympathie pour les Alliés. Le Conseil fédéral reçoit les pleins pouvoirs et l'Assemblée fédérale nomme comme général de l'armée suisse Ulrich Wille, qui est loin de faire l'unanimité, étant jugé trop proche de l'Allemagne. Si les troupes suisses, relativement bien préparées et ravitaillées, ne souffrent pas trop de la guerre, la population suisse souffre davantage à tel point qu'en 1915 le Conseil fédéral octroie le monopole de la distribution des céréales à la Confédération afin d'essayer de lutter contre le marché noir.
Le traité de Versailles qui marque la fin de la guerre reconnaît la neutralité perpétuelle de la Suisse en échange de l'abandon du droit, tout théorique, obtenu en 1815 d'occuper la Savoie du nord en cas de conflit. Un plébiscite est organisé au Vorarlberg quant à son rattachement à la Confédération : les habitants l'acceptent, mais les Alliés rattachent finalement la région à la nouvelle République d'Autriche.
Les difficultés sociales engendrées par la guerre aboutissent à la grève générale de 1918 déclenchée au lendemain de l'armistice par le comité d'Olten et qui dure trois jours. La grève, bien que brisée par la menace de l'intervention de l'armée, permet toutefois au Parti socialiste suisse d'obtenir gain de cause sur certaines revendications telles que la limitation du temps de travail hebdomadaire à 48 heures au début des années 1920 ou encore l'élection, dès 1919, du Conseil national au scrutin proportionnel. Cette dernière mesure marque la fin de la majorité radicale qui perd en 1919 45 des 105 sièges qu'elle détenait au Parlement. Le Conseil fédéral est également remanié avec l'attribution d'un second siège au Parti démocrate-chrétien puis, en 1929, d'un siège au Parti des paysans, artisans et bourgeois (future Union démocratique du centre). Le Parti socialiste suisse reste toutefois encore écarté de l'exécutif par la coalition au pouvoir.
La politique extérieure est basée sur la neutralité armée : la Suisse adhère en 1920 à la Société des Nations (SDN) dont le siège est à Genève à la suite de la votation du 16 mai 1920 qui présente une forte majorité dans les cantons francophones (93,2 % dans le canton de Vaud). Le retrait de l'organisation de l'Allemagne et de l'Italie dans la deuxième moitié des années 1930 complique la politique de la Suisse qui choisit, au nom de la neutralité, de ne plus appliquer les sanctions économiques décidées par la SDN contre l'Italie.
La politique intérieure de l'entre-deux-guerres se polarise en deux fronts opposés, la gauche et la droite, chaque camp usant de l'arme du référendum pour bloquer les décisions qui ne lui plaisent pas, obligeant de ce fait le gouvernement fédéral à utiliser les arrêtés fédéraux urgents qui ne peuvent être contestés en votation populaire. Économiquement, la Suisse est secouée par une première crise en 1921 et en 1922 puis subit de plein fouet, avec quelques années de retard du fait de l'existence de grands chantiers, la crise mondiale de 1929. Elle doit même dévaluer le franc suisse de 30 % en 1936.

### Seconde Guerre mondiale

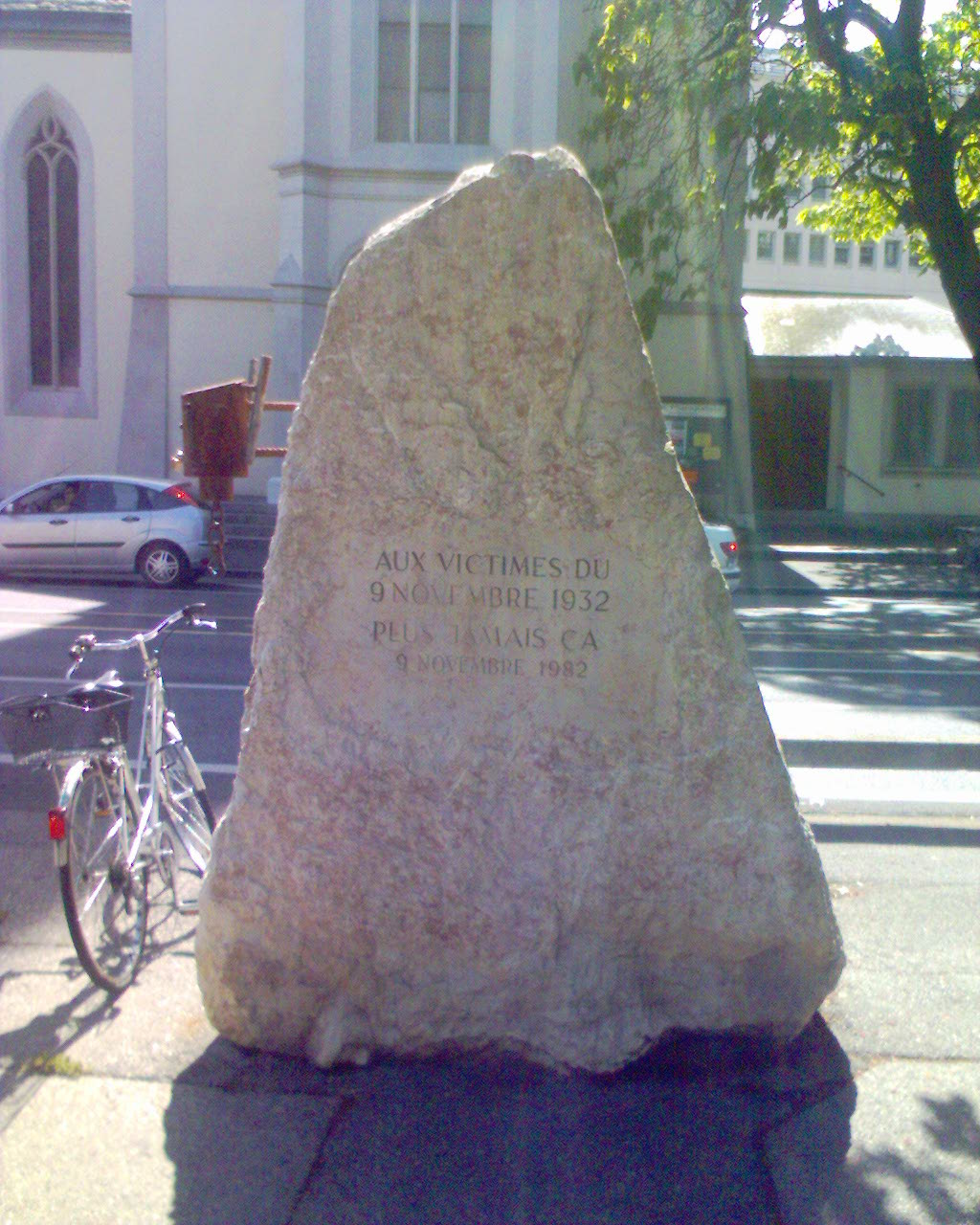
Monument commémoratif de la fusillade du 9 novembre 1932.

Le début des années 1930 est marqué par la montée des « fronts », des mouvements fascisants dont les partis bourgeois s'éloignent toutefois rapidement. Les affrontements entre l'extrême gauche et l'extrême droite culminent en 1932 : le 9 novembre, lors de la fusillade de Genève, l'armée tire sur la foule en faisant 13 tués et 65 blessés. La deuxième moitié des années 1930 connaît toutefois un changement du climat politique avec l'adhésion des partis nationaux à l'idée commune de « défense nationale spirituelle » qui culmine avec l'Exposition nationale de 1939 à Zurich, la landi. En 1937, les patrons et ouvriers signent la paix du travail qui privilégie la concertation et la négociation dans les conflits sociaux. Durant cette période, le gouvernement prépare également le pays à un conflit militaire : l'Europe s'arme rapidement et le Conseil fédéral désire éviter les problèmes d'approvisionnement de la Première Guerre mondiale. De fait, lors du déclenchement de la Seconde Guerre mondiale en 1939, la Suisse n'est pas prise au dépourvu : l'approvisionnement est assuré, l'armée dirigée par le général Henri Guisan occupe les frontières et le rationnement garantit la subsistance de la population.
Après la déroute française de mai 1940, le pays est entièrement entouré par les forces de l'Axe. Un discours ambigu du conseiller fédéral Marcel Pilet-Golaz qui semble indiquer la nécessité de traiter avec les dictatures provoque des protestations. Le 25 juillet 1940, dans son rapport du Grütli, Guisan présente la stratégie du réduit national qui consiste à dégarnir les frontières et renforcer l'arrière-pays montagneux afin de permettre une guerre d'usure contre un éventuel envahisseur. Subissant des pressions des deux groupes de belligérants, la Suisse tient une position ambiguë en ouvrant par exemple ses frontières aux Juifs fuyant le régime nazi, mais de manière sporadique et non systématique, tout en continuant à commercer aussi bien avec les alliés qu'avec l'Axe. En politique intérieure, un socialiste, Ernst Nobs, est élu au Conseil fédéral pour la première fois en 1943 et suivi par un second en 1959, établissant ainsi la formule magique qui reste inchangée jusqu'en 2003.

### Après-guerre
Après la guerre, la Suisse continue à développer l'État social par l'introduction de l'assurance-vieillesse et survivants en 1946 puis par la mise en place du système des trois piliers en 1972. Le suffrage féminin, existant déjà dans certains cantons, est accepté au niveau fédéral en 1971 puis introduit au niveau cantonal dans les autres cantons essentiellement en 1971 et 1972. Le canton d'Appenzell Rhodes-Intérieures est obligé en 1990 par décision de justice de respecter le principe de l'égalité entre femmes et hommes tel que garanti par la Constitution fédérale. Les problèmes confessionnels du XIXe siècle sont oubliés et les articles d'exception sont pour l'essentiel abolis en 1973. En 1991, le droit de vote et d'éligibilité a été abaissé de 20 à 18 ans pour les hommes et les femmes.
La fin des années 1960 est marquée par la question jurassienne réclamant la séparation des districts bernois francophones et la constitution d'un 23e canton. Finalement, une votation est organisée en 1974 : les districts francophones catholiques acceptent la création de la nouvelle entité alors que les districts protestants votent pour leur maintien dans le canton de Berne. À la suite de la votation fédérale de 1978, le nouveau canton du Jura, majoritairement catholique, voit le jour le 1er janvier 1979.

JU

Création du canton du Jura

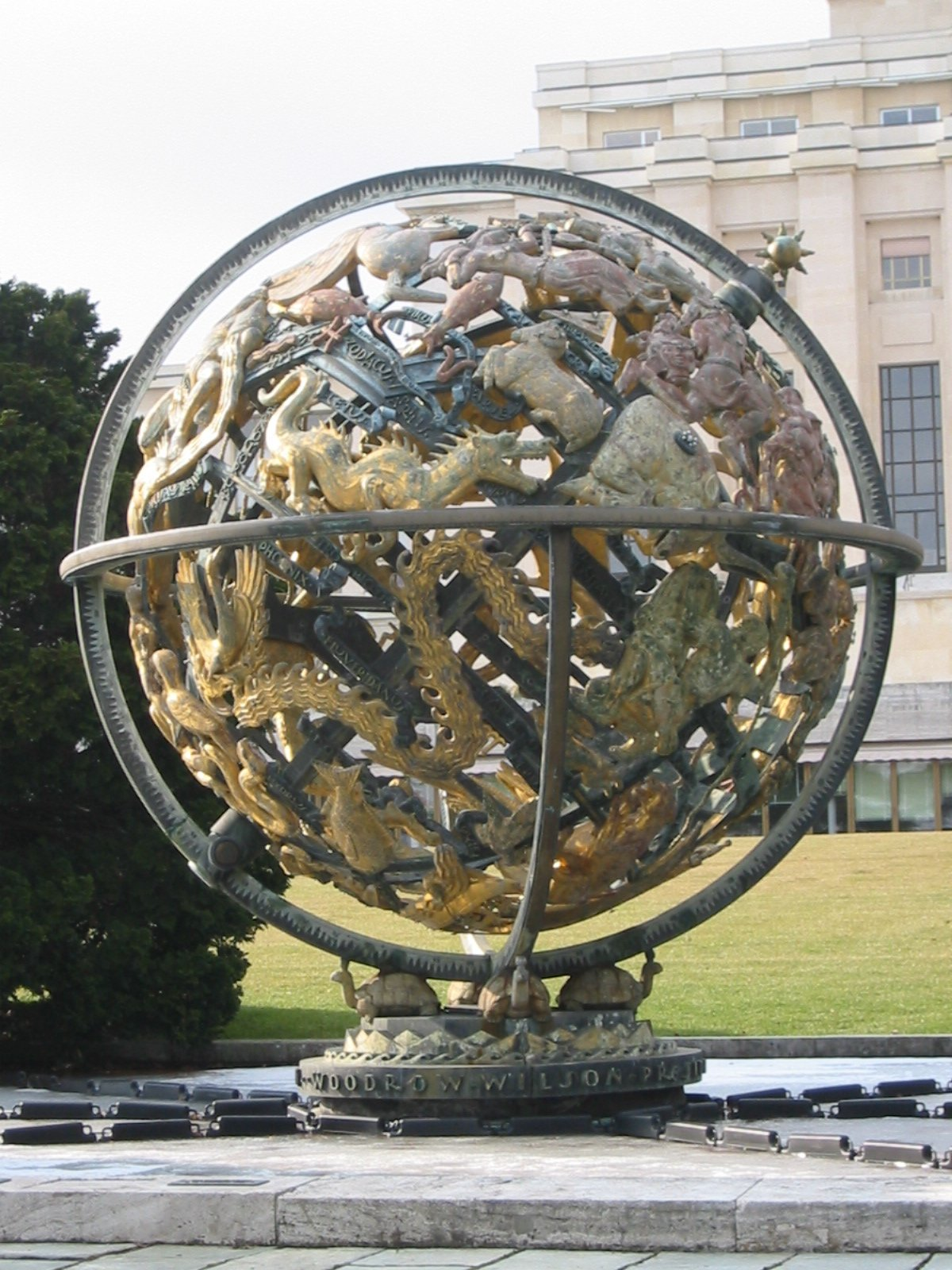
Sculpture du jardin du Palais des Nations à Genève

Sur le plan extérieur, la Suisse reste en dehors de l'ONU et de l'OTAN et prône une neutralité armée stricte. Même si elle ne s'intéresse pas à la CECA et à la CEE en formation, elle devient membre du Conseil de l'Europe en 1963 et de l'AELE en 1960, tous deux conçus comme un contrepoids à la CEE naissante. Durant cette période, la Suisse est le pays le plus prospère du monde : malgré le choc pétrolier de 1973 qui voit l'instauration de quelques dimanches sans voiture, l'industrie chimique et textile ainsi que les banques se développent. Le taux de chômage reste inférieur à 3 % et la Suisse poursuit sur le plan extérieur une politique de neutralité stricte tout en proposant ses « bons offices » pour régler les différends. Ainsi la première rencontre entre Mikhaïl Gorbatchev et Ronald Reagan a lieu lors du Sommet de Genève en 1985. Le siège européen de l'ONU dans cette même ville permet également à l'institution d'auditionner des personnes, telles Yasser Arafat, qui ne peuvent se rendre aux États-Unis.
Toutefois, la crise économique des années 1990 touche le pays : le chômage grimpe à plus de 6 %, de nombreux fleurons se restructurent, certains passent en mains étrangères. Malgré ces restructurations, l'économie helvétique présente une industrie puissante ainsi que des secteurs financiers et bancaires très développés. Dans le même temps, les relations extérieures sont marquées par la montée en puissance de l'Union démocratique du centre qui prône l'indépendance et la neutralité du pays vis-à-vis des grands groupes supranationaux. Si la Suisse entre finalement au sein de l'ONU le 10 septembre 2002, l'échec de la votation sur l'EEE en décembre 1992 marque un arrêt dans le processus d'intégration à l'Union européenne jugée par certains comme dangereuse pour la démocratie directe suisse ainsi que pour l'économie comme le secret bancaire. La voie d'accords bilatéraux est privilégiée en établissant la libre circulation des personnes avec les 28 pays européens (ainsi que les trois de l'AELE), une plus grande intégration économique et l'intégration dans le Ciel unique européen. Le 9 juin 2022, la Suisse est élue au Conseil de sécurité des Nations unies, une première, comme membre non permanent pour les années 2023 et 2024, après avoir obtenu 187 voix sur 190 valables.